# Hortus sanitatis

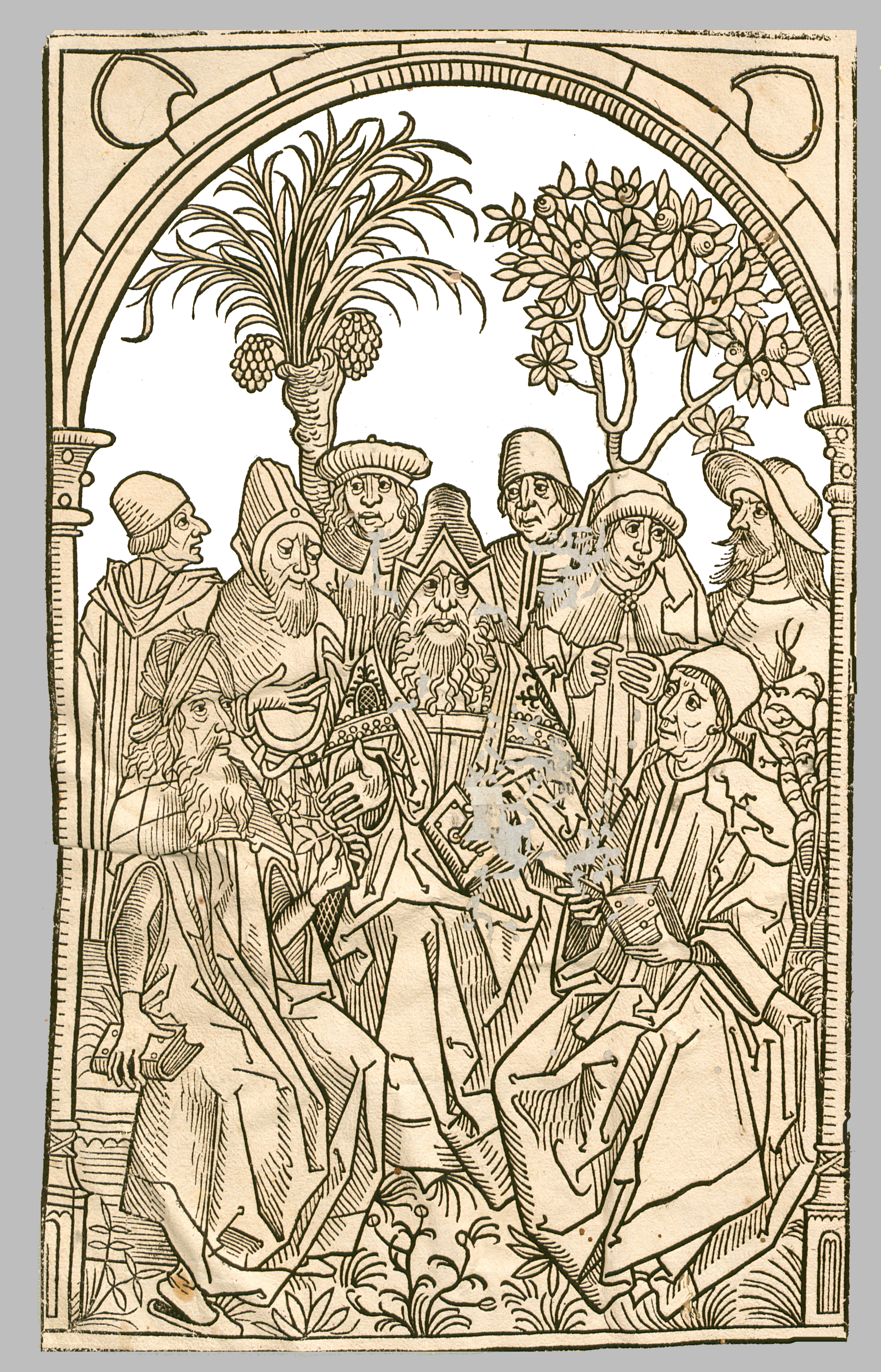
Hortus sanitatis. Mainz 1491. Titelblatt

Hortus sanitatis oder Ortus sanitatis wird ein lateinisches Kräuterbuch genannt, das im Juni 1491 in Mainz von Jacob Meydenbach erstmals gedruckt wurde. Zusammen mit dem lateinischen Herbarius moguntinus (Druck: Peter Schöffer, 1484) und dem deutschen, von Johann Wonnecke von Kaub verfassten Gart der Gesundheit (Druck: Peter Schöffer, 1485), welche als erfolgreiche Publikationen Meydenbach zur Anfertigung seines Werkes anregten, zählt der Hortus sanitatis zur „Gruppe der Mainzer Kräuterbuch-Inkunabeln.“
Da im Hortus sanitatis vor allem Arzneimittel pflanzlicher Herkunft („Kräuter“) und in geringerem Umfang Arzneimittel animalischer und mineralischer Herkunft beschrieben werden, wird das Werk der literarischen Gattung „Kräuterbuch“ zugeordnet.

## Autor
Der Autor (Kompilator) ist unbekannt. Gelegentlich wird fälschlicherweise Johann Wonnecke von Kaub als Autor benannt.

## Inhalt
Der Text ist zweispaltig gesetzt.
Er ist aufgeteilt in fünf Abschnitte, in denen die zur Therapie verwendeten Simplicia beschrieben werden:
1. De Herbis mit 530 Kapiteln über Kräuter.
2. De Animalibus mit 164 Kapiteln über Landtiere (1. Kapitel: De homo).
3. De Avibus mit 122 Kapiteln über Vögel und andere flugfähige Tiere.
4. De Piscibus mit 106 Kapiteln über Wassertiere.
5. De Lapidibus mit 144 Kapiteln über Halbedelsteine, Erze und Mineralien.

Den Abschluss bilden eine Abhandlung über Harnschau und mehrere ausführliche Register.
Jedes Kapitel wird mit einer Abbildung eingeleitet. Der Text enthält eine allgemeine Beschreibung des jeweiligen Simpliciums und eine Aufzählung der „operationes“ genannten Wirkungen.
Die im Abschnitt „De Herbis“ aufgeführten pflanzlichen Simplicia wurden von B. und H. Baumann (2010, S. 205–222) nach aktueller Nomenklatur bestimmt.

## Quellen

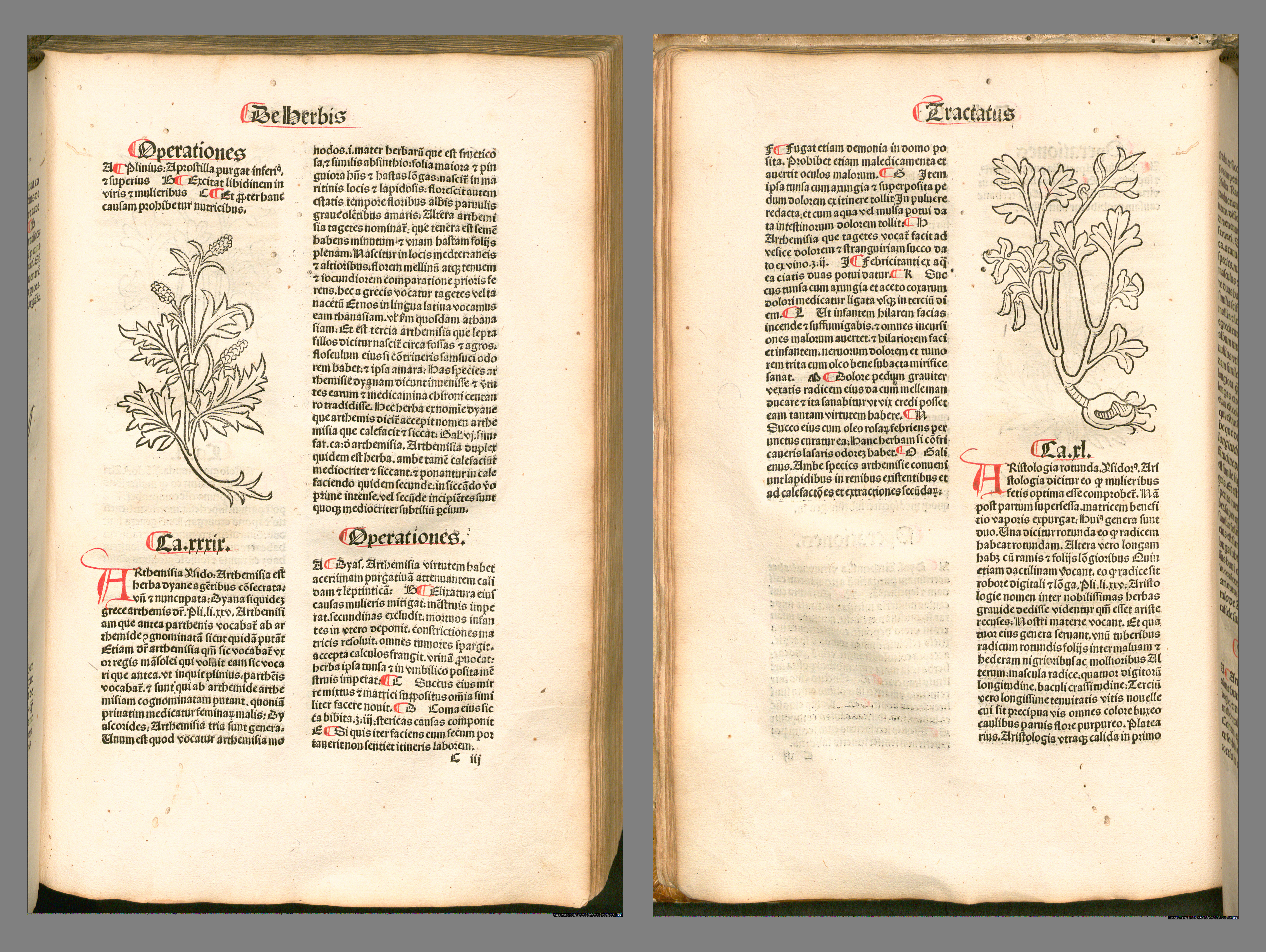
Hortus sanitatis. Mainz 1491, Buch I, Kapitel 39: Arthemisia

## Rezeption
1534 verfasste Stephan Falimirz (auch Stefan Falimierz) eine Kompilation „Über die Kräuter“ aus dem Mainzer Ortus sanitatis von 1491 und einem Passauer Herbarius cum synonimis Germanicis aus dem Jahr 1485.

## Ausgaben

### Inkunabeln (Drucke des 15. Jh.)
- Mainz. Jacob Meydenbach (23. Juni) 1491[11]
- Straßburg. Anonym 1496
- Straßburg. Anonym 1497[12][13]
- Straßburg. Anonym 1500 (Johann Prüß der Ältere?)[14]
- Paris. Vérard 1500

### Frühdrucke (16. Jahrhundert)
- Straßburg nach 1500[15]

Mit Holzschnitten aus der Werkstatt von Hans Grüninger.
- Venedig (Bernhardinus Benalius und Johannes de Cereto de Tridino) 1511

4. Nachdruck: Venedig 1611; Neudruck (in zwei Bänden) Würzburg 1978.
- Straßburg 1517[16]

### Abschnitte zwei bis fünf desHortus sanitatis. Latein. Ohne Abschnitt eins „De herbis“.
- Straßburg. Apiarius 1536[17]

### Abschnitte zwei bis fünf desHortus sanitatisDeutsch. Ohne Abschnitt eins „De herbis“.
- Straßburg 1529. Hans Grüninger. Ortus Sanitatis : gart der gesuntheit[18]
- Straßburg 1529. Balthasar Beck. Gart der gesuntheit. Zu latin Ortus sanitatis …[19]
- Straßburg 1536. Mathias Apiarius. Gart der gesuntheit Zů latein Hortus sanitatis…[20]
- Frankfurt 1556. Hermann Gülfferich. Gart der Gesundtheyt zu Latein Hortus sanitatis …[21]

### Abbildungen (Auswahl). Ausgabe Mainz 1491.
Quelle:

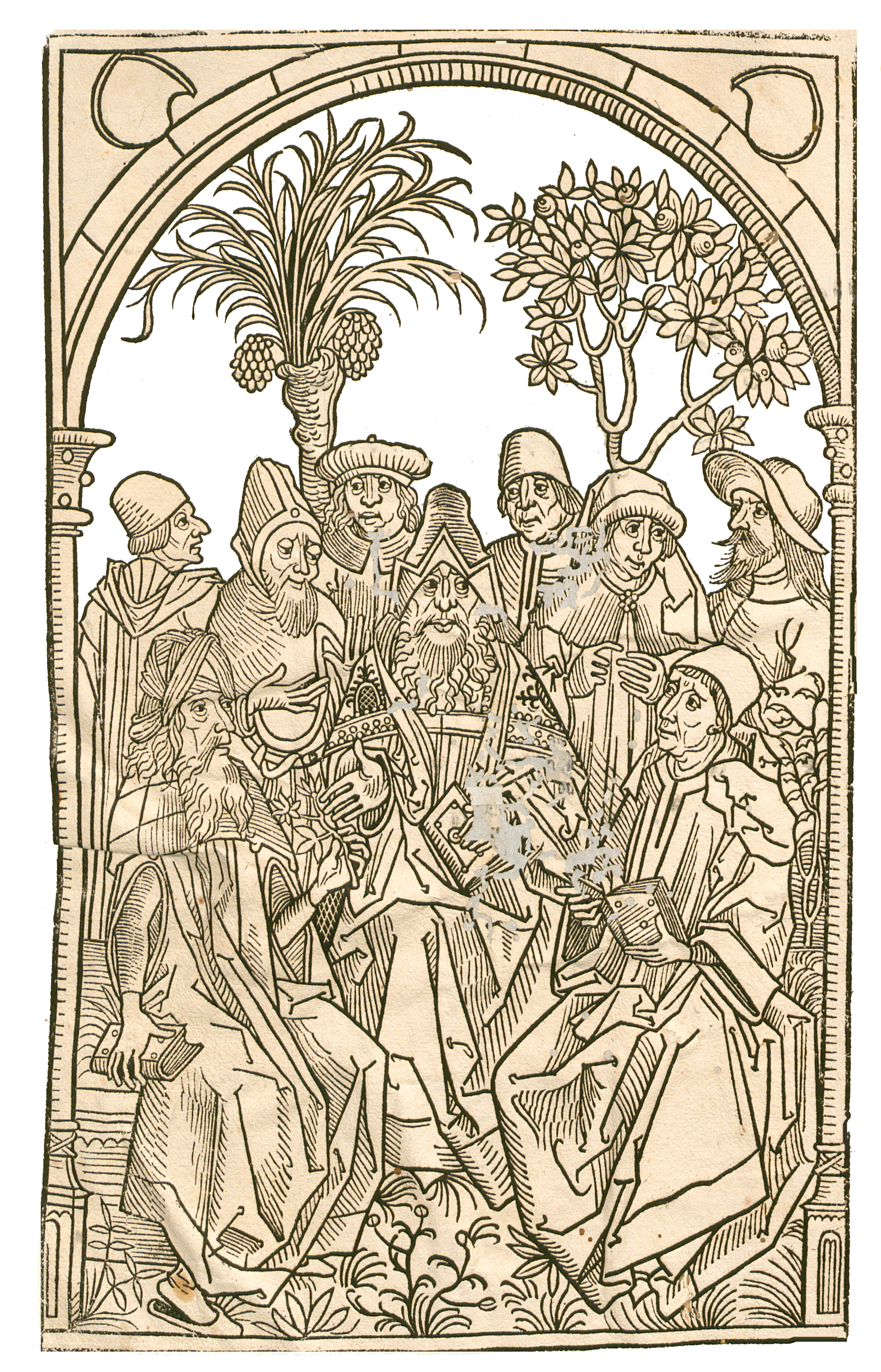
Titelblatt
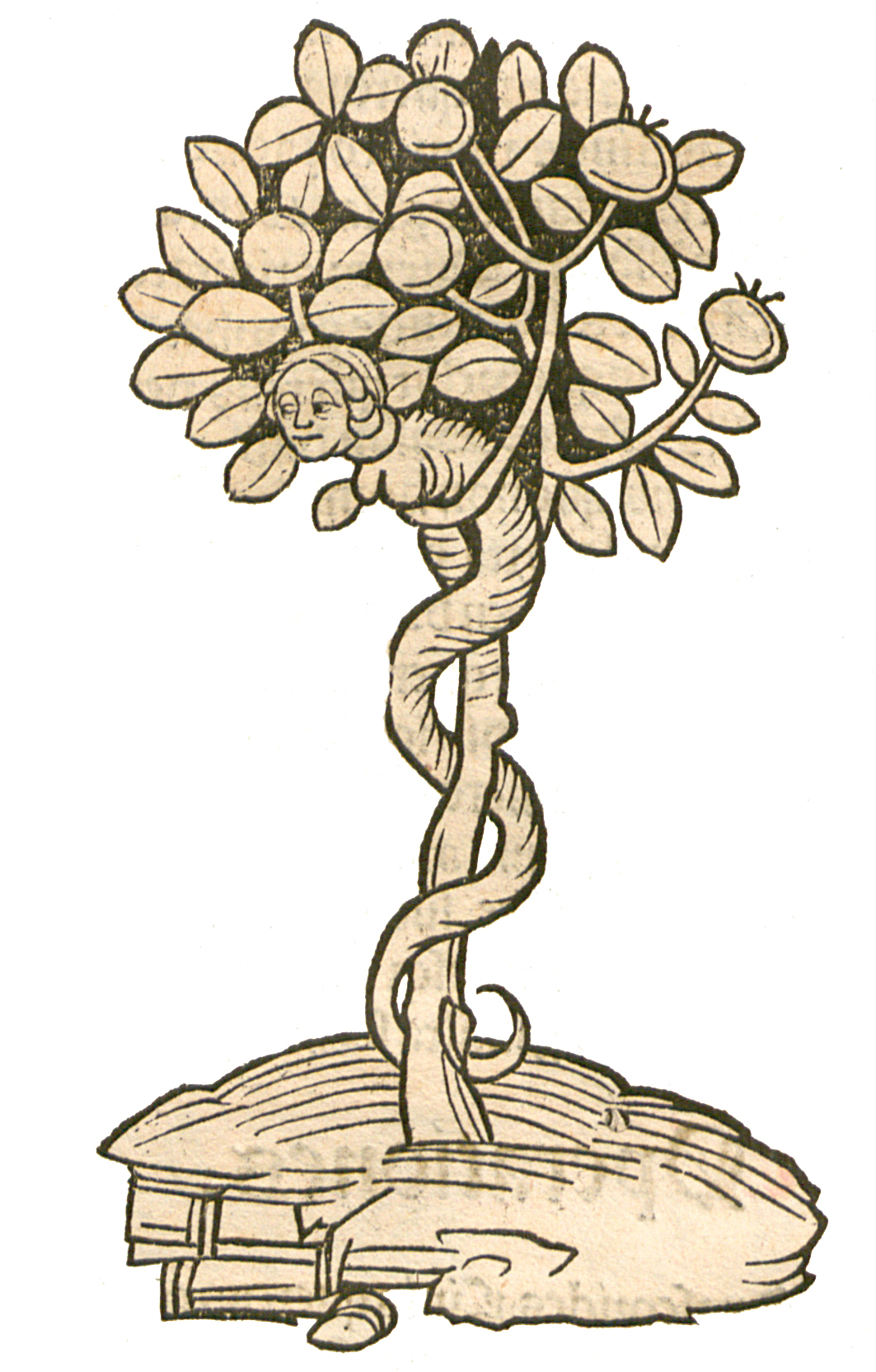
Buch I, Kapitel 43. ..... Arbor vel lignum vite paradisi
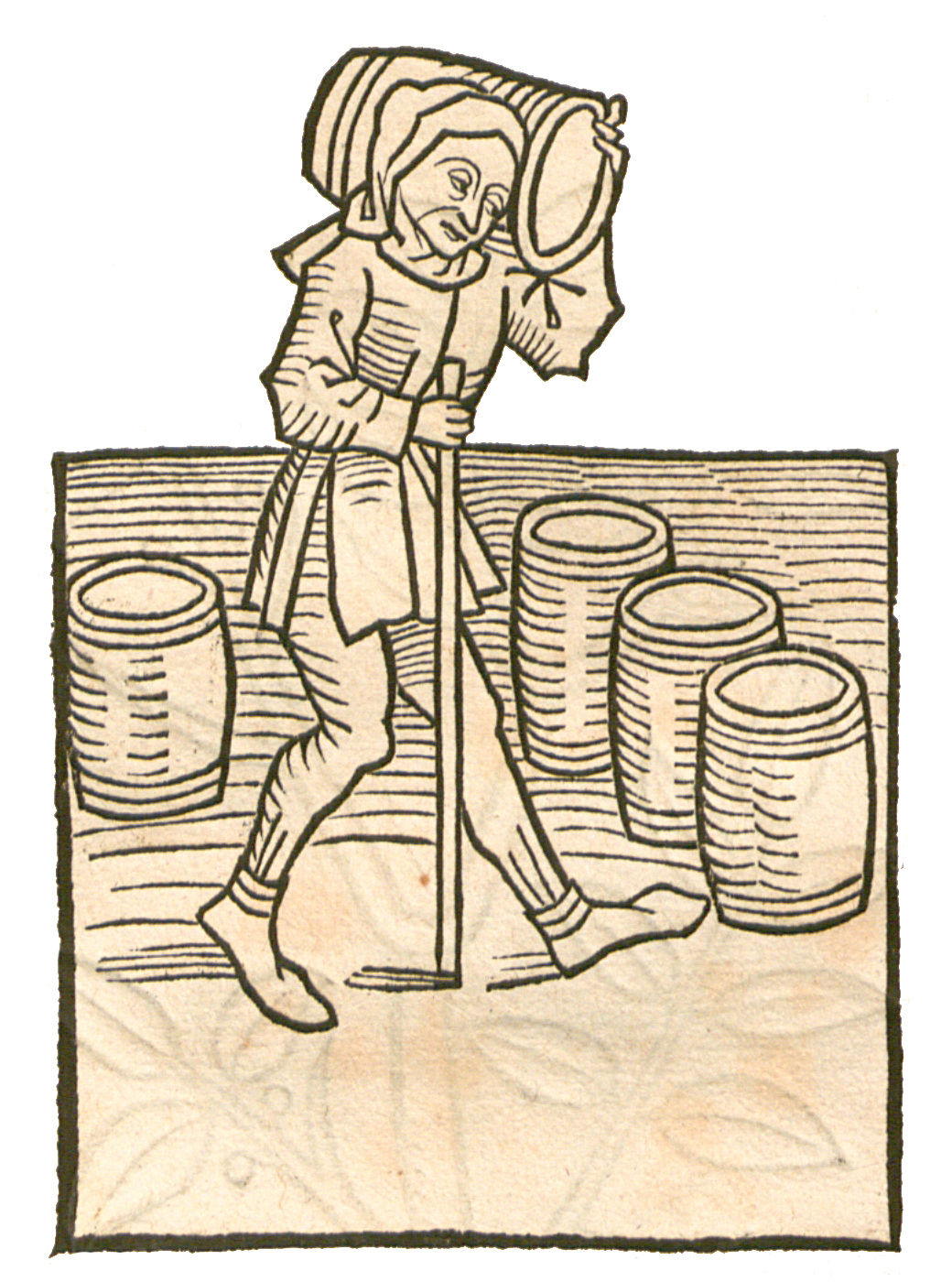
Buch I, Kapitel 84. Butirum – Butter
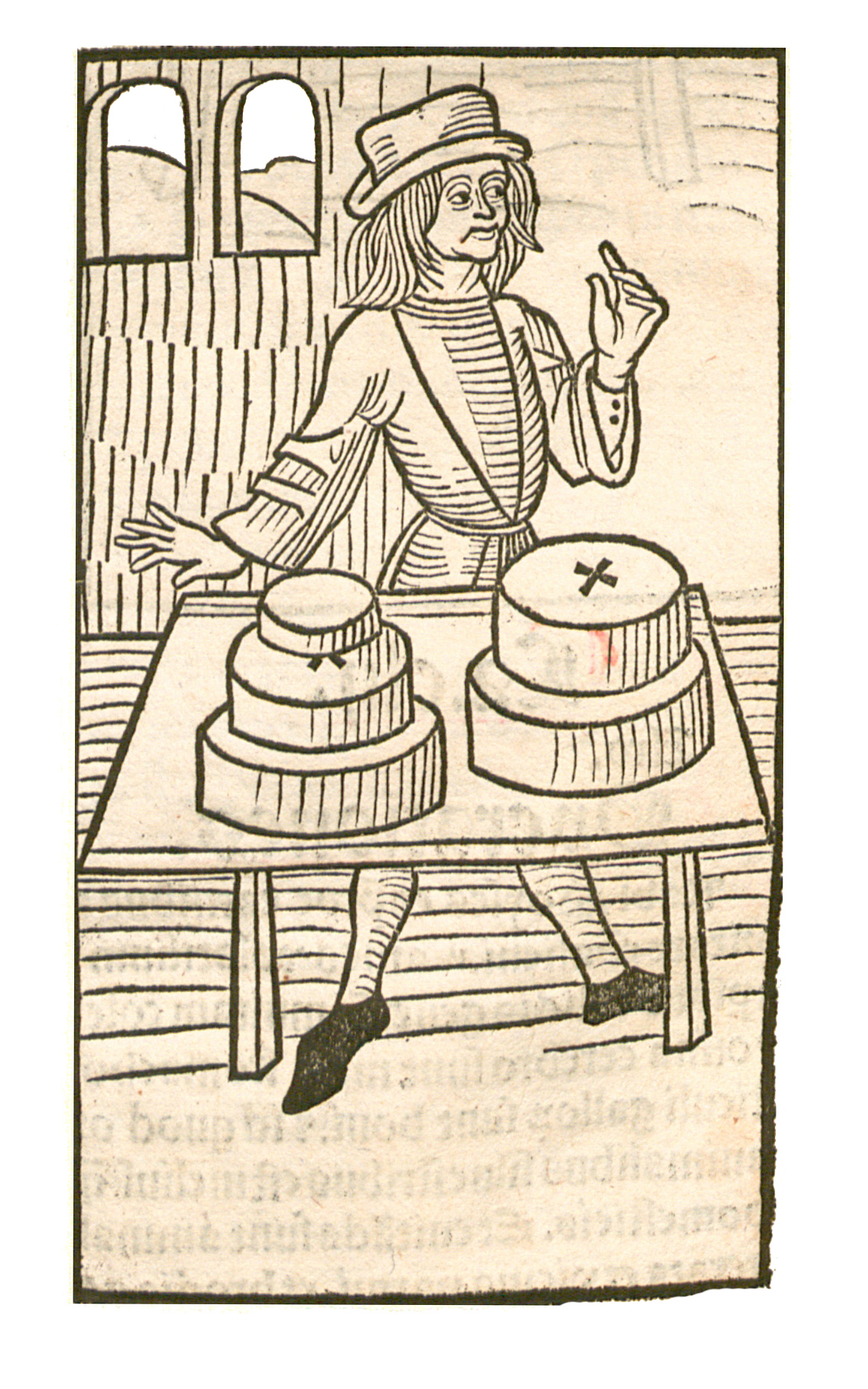
Buch I, Kapitel 153. Caseus – Käse
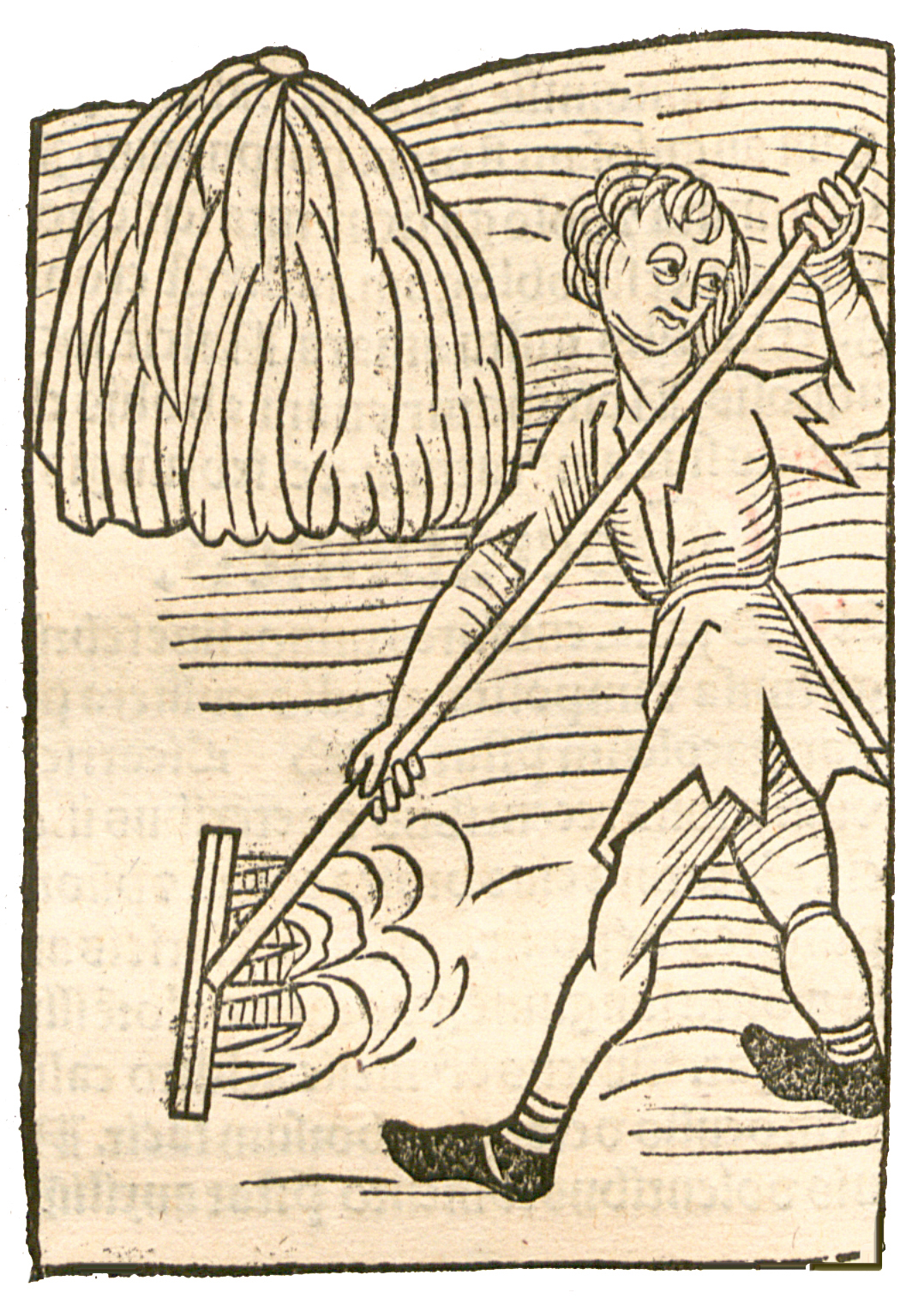
Buch I, Kapitel 192. Fenum – Heu
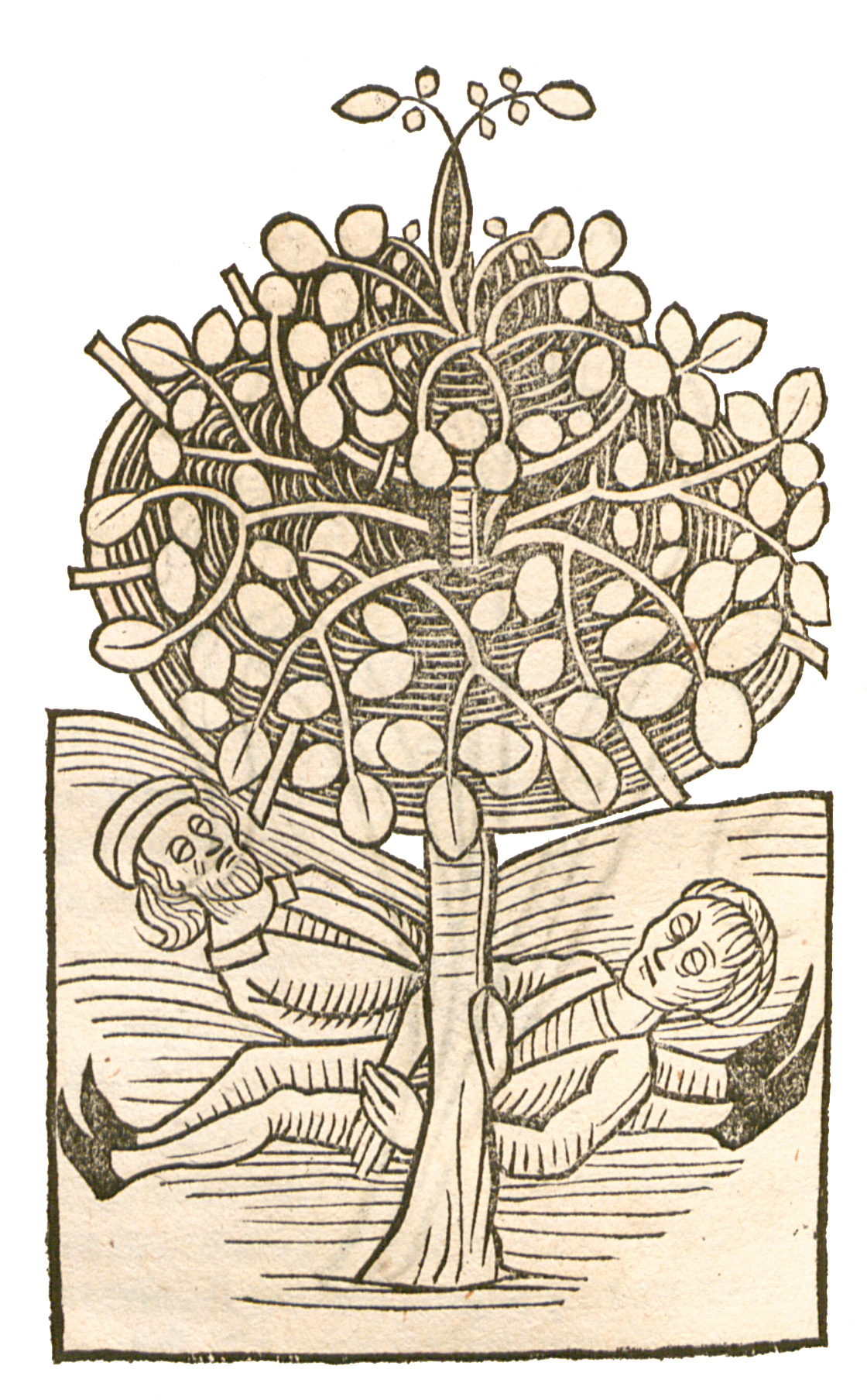
Buch I, Kapitel 221. Hauser vel hausor
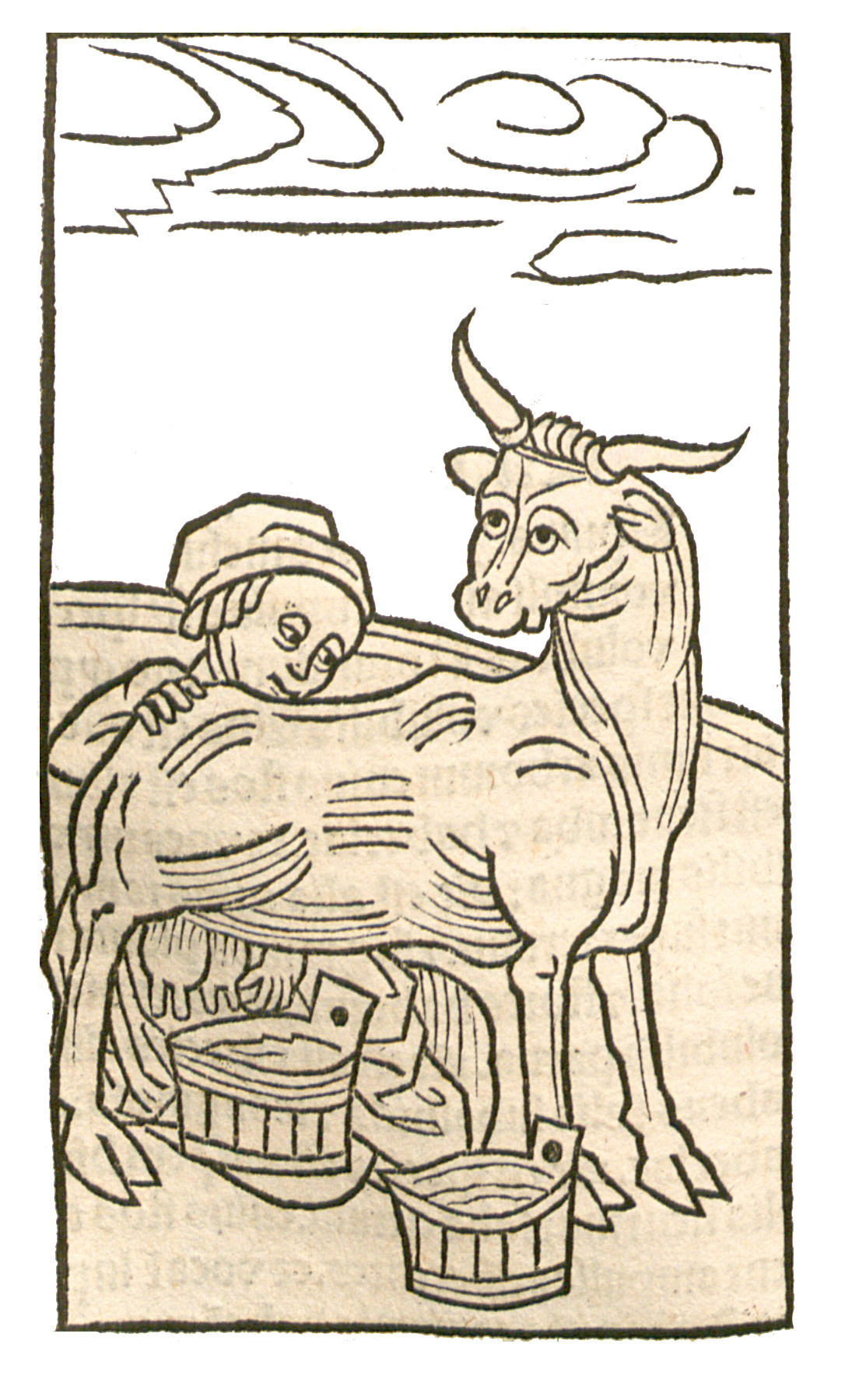
Buch I, Kapitel 269. ..... Lac – Milch
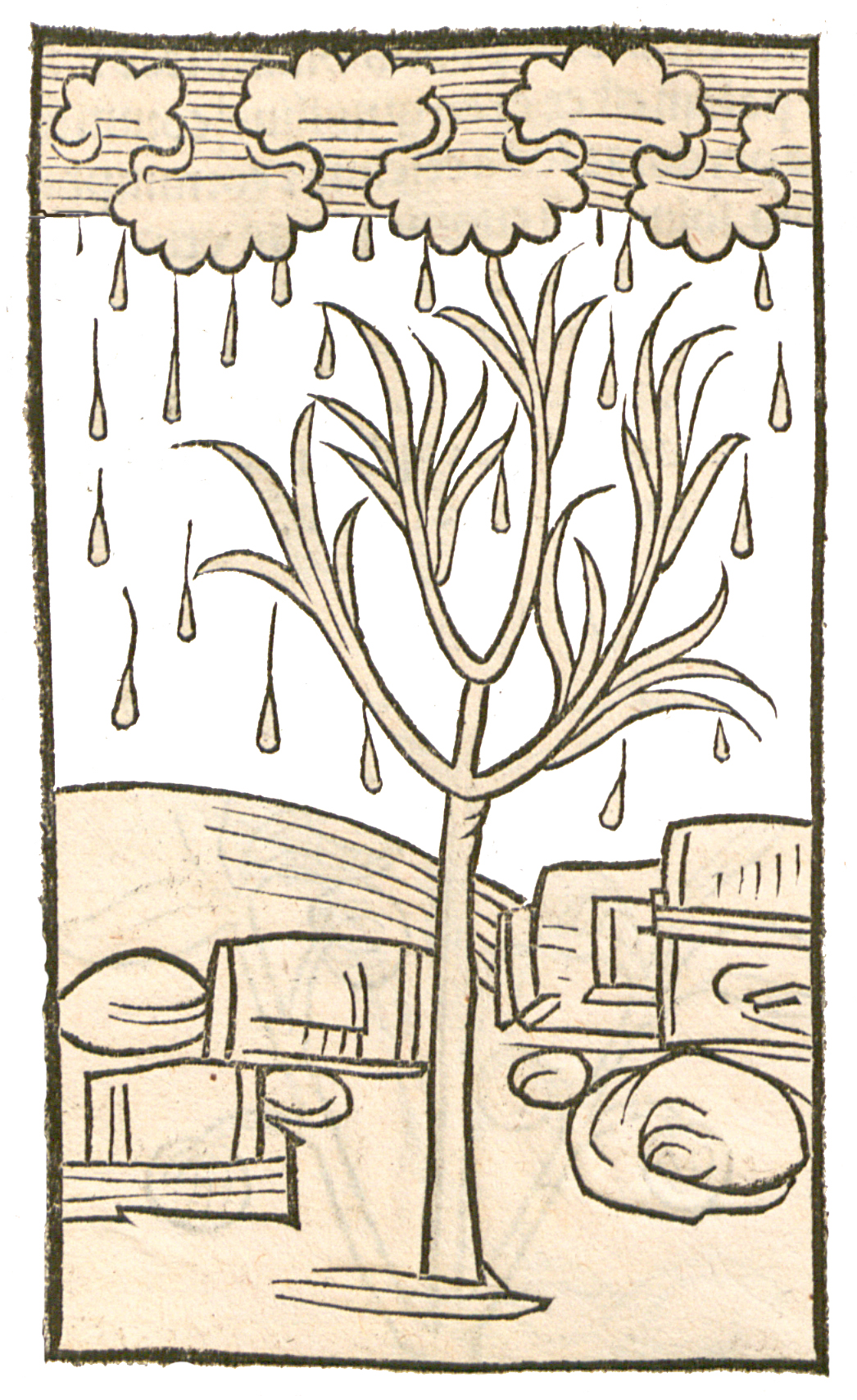
Buch I, Kapitel 275. Manna
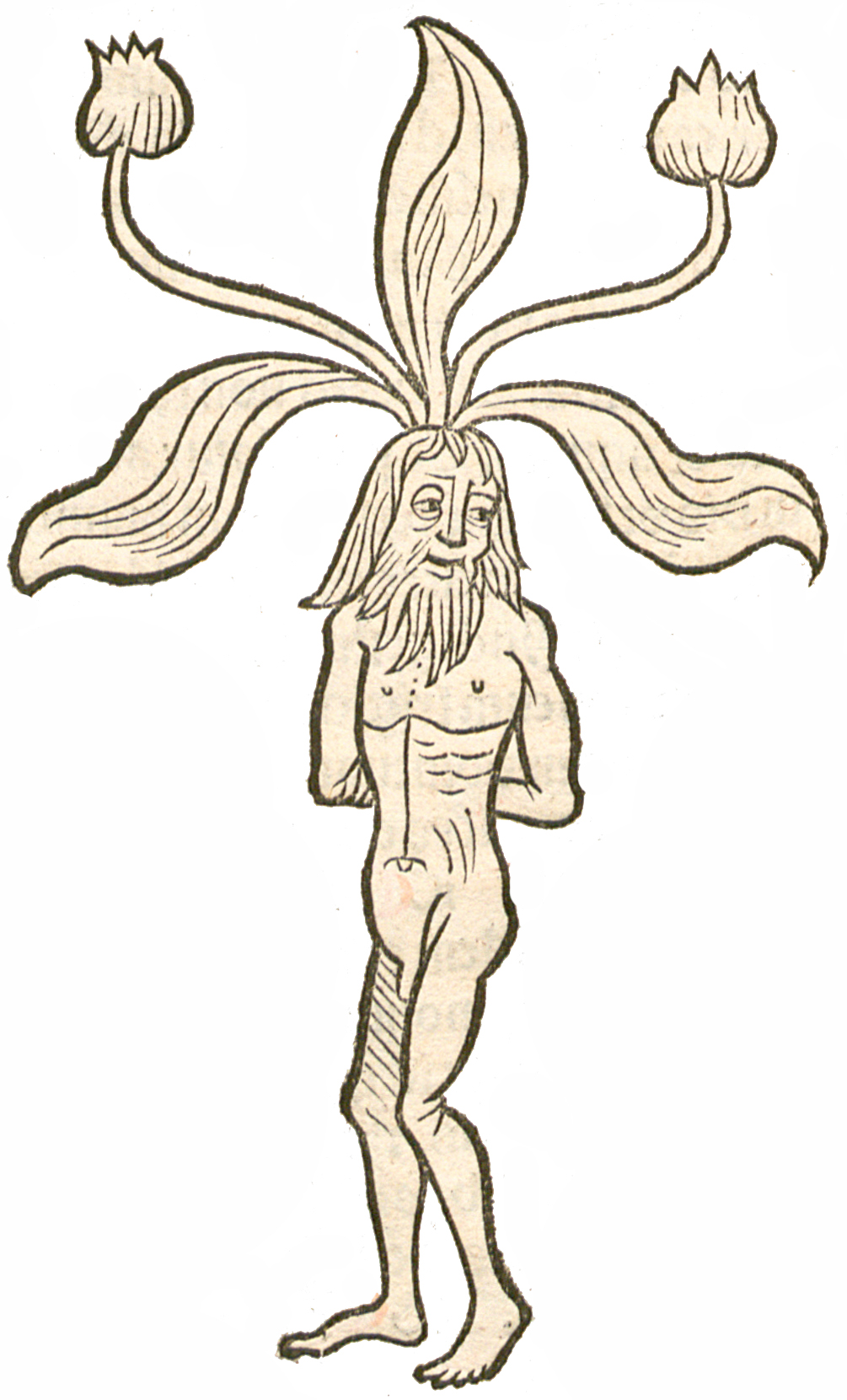
Buch I, Kapitel 276. Mandragora vir
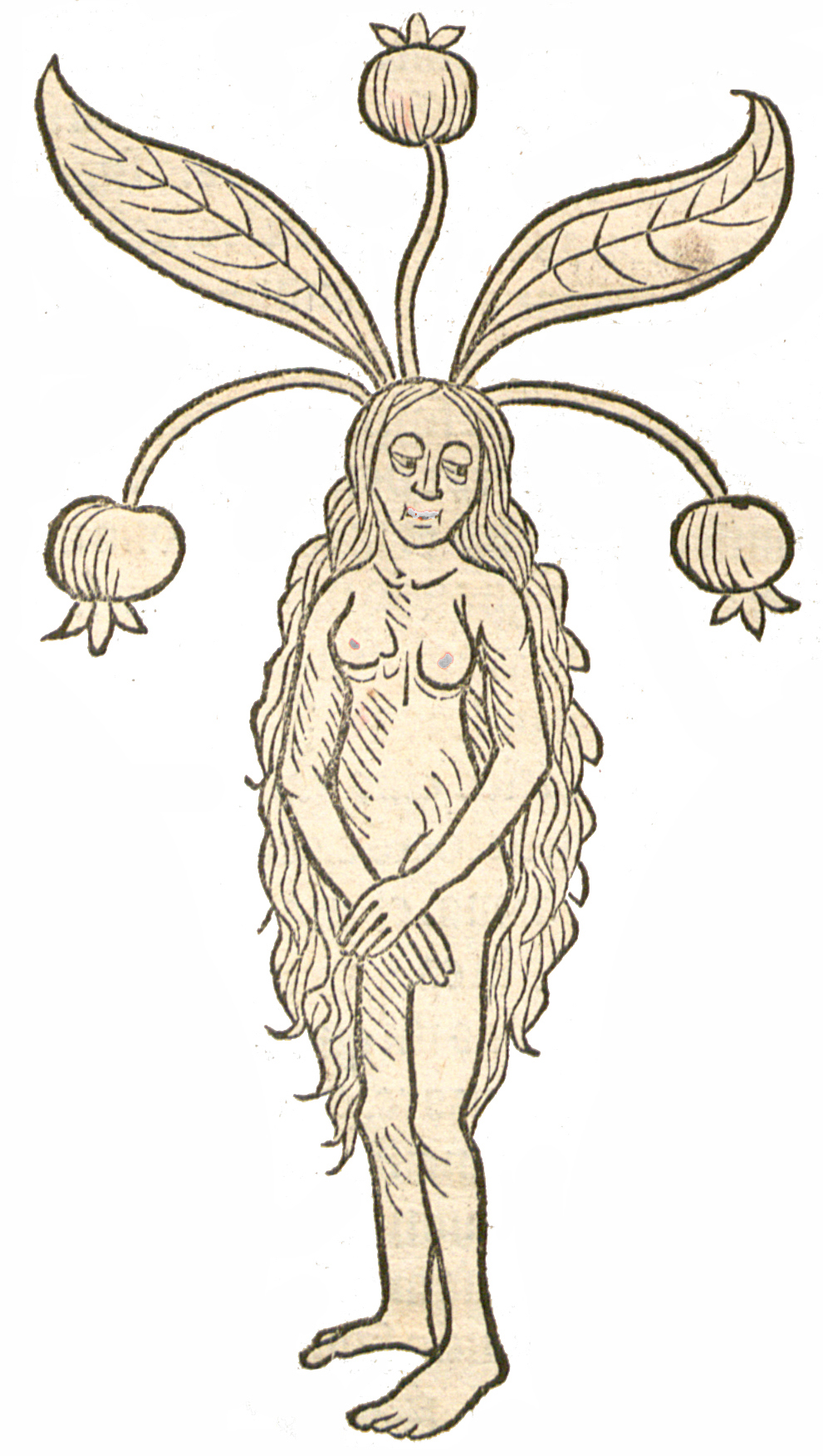
Buch I, Kapitel 277. Mandragora femine
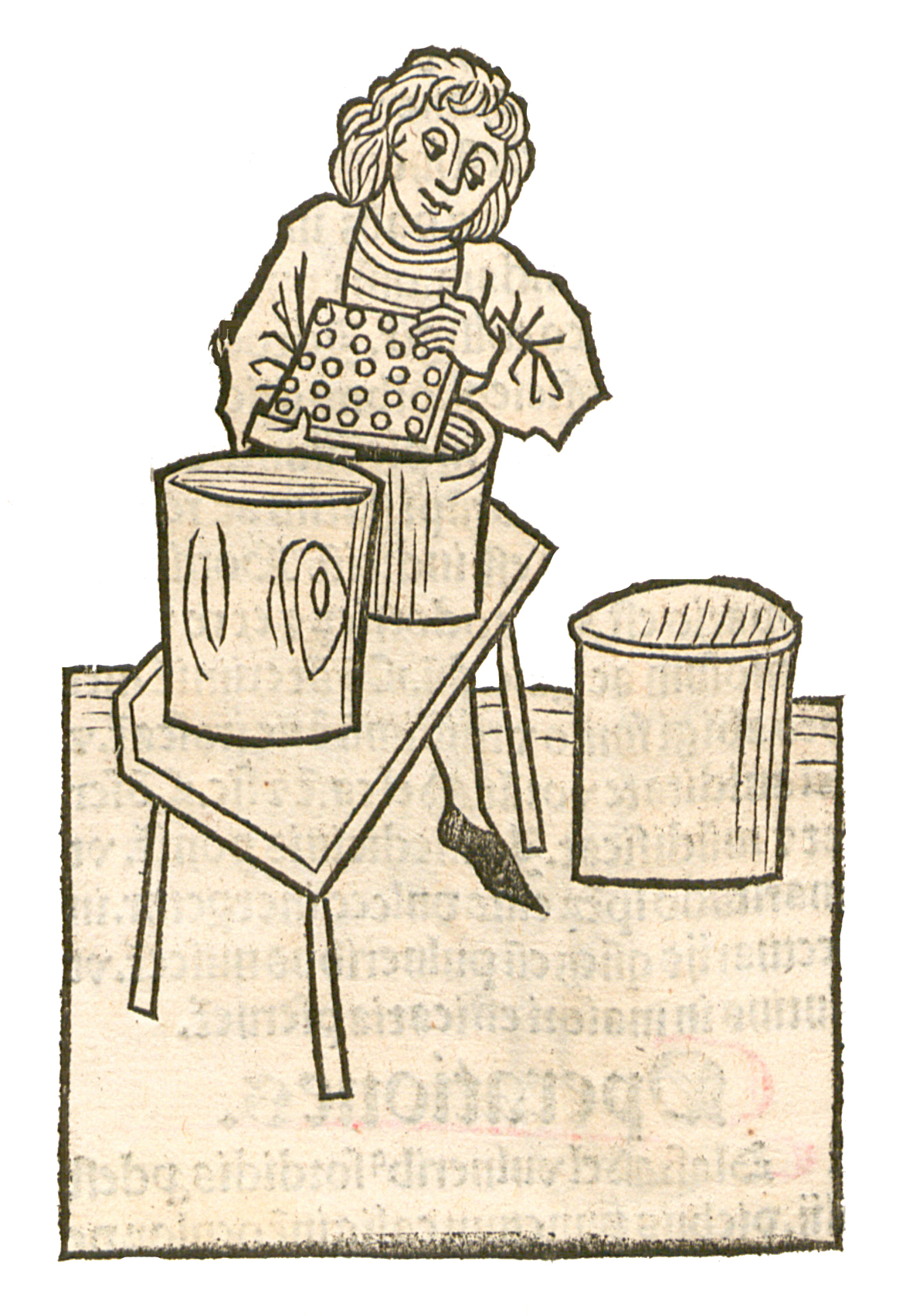
Buch I, Kapitel 292. ..... Mel – Honig
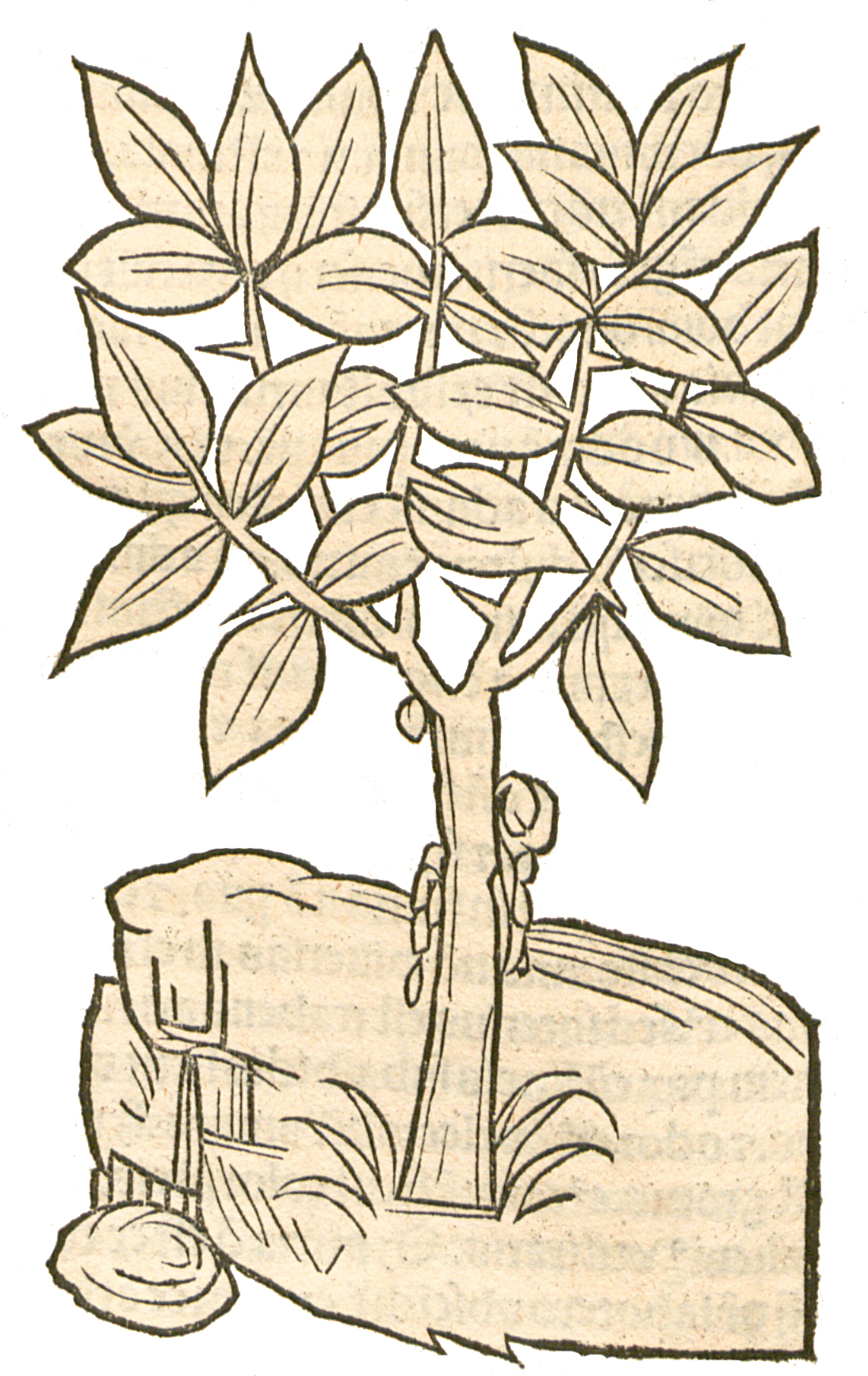
Buch I, Kapitel 298. ..... Mirra
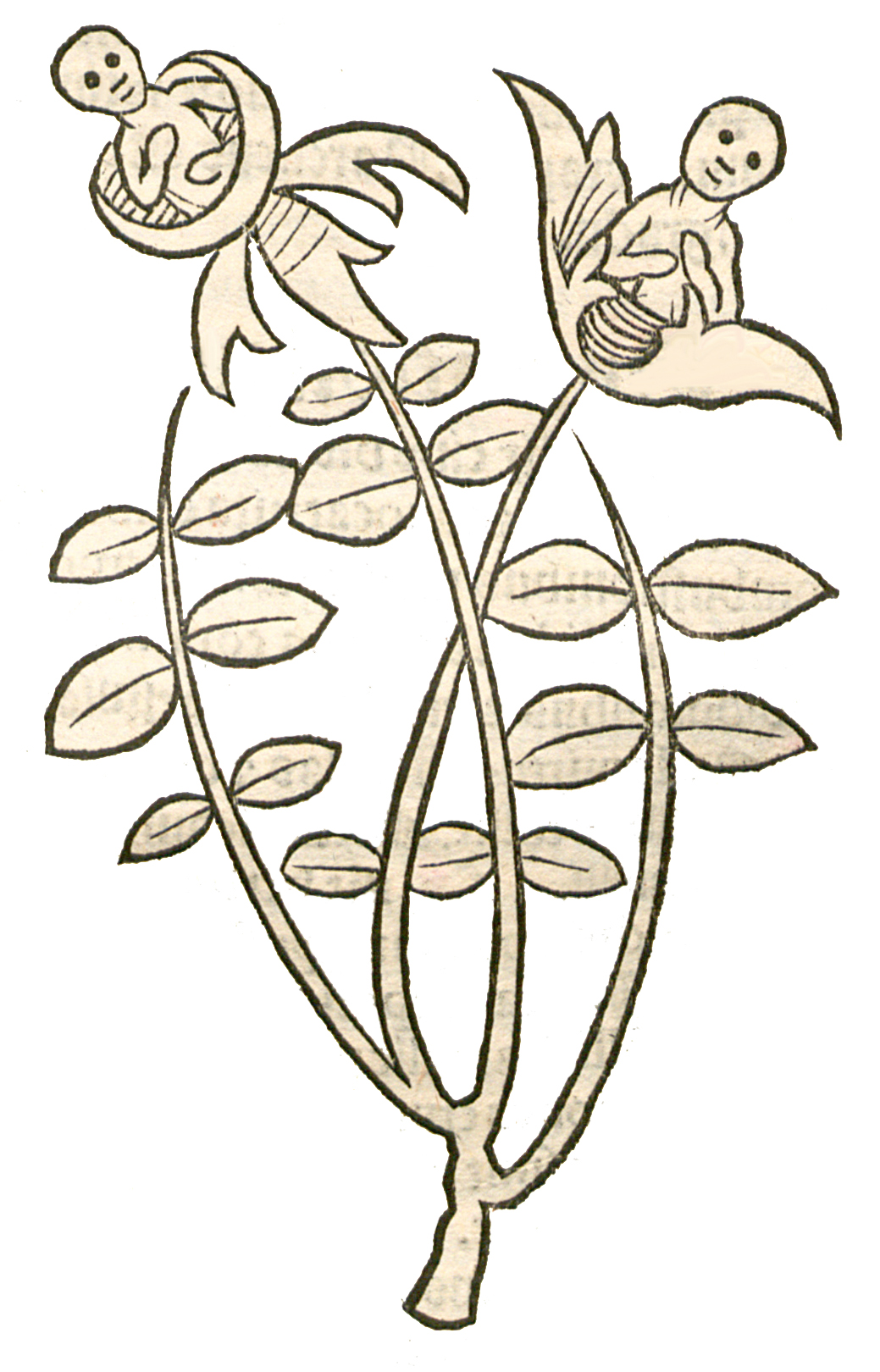
Buch I, Kapitel 307. Narcissus
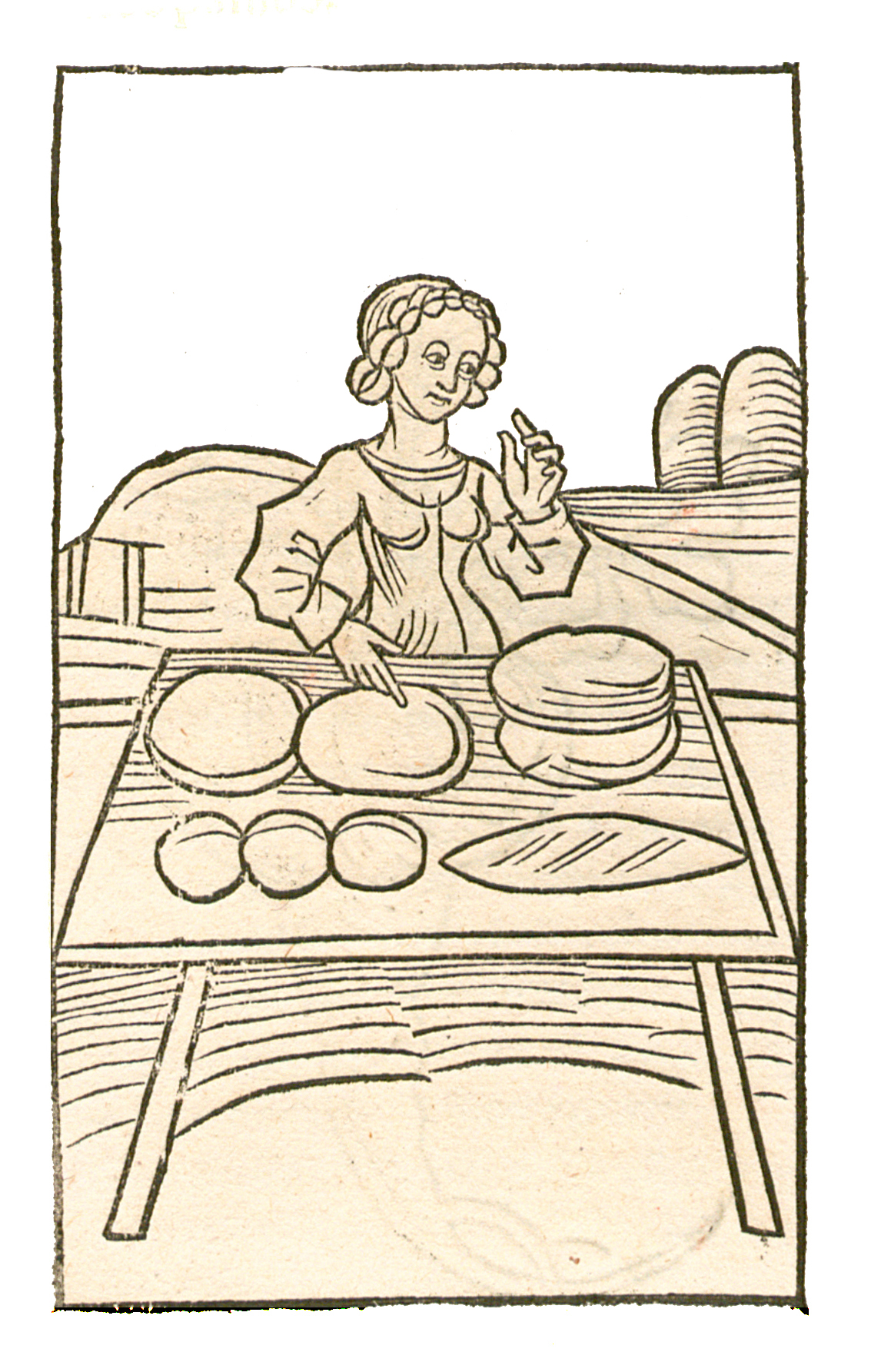
Buch I, Kapitel 382. Panis – Brot
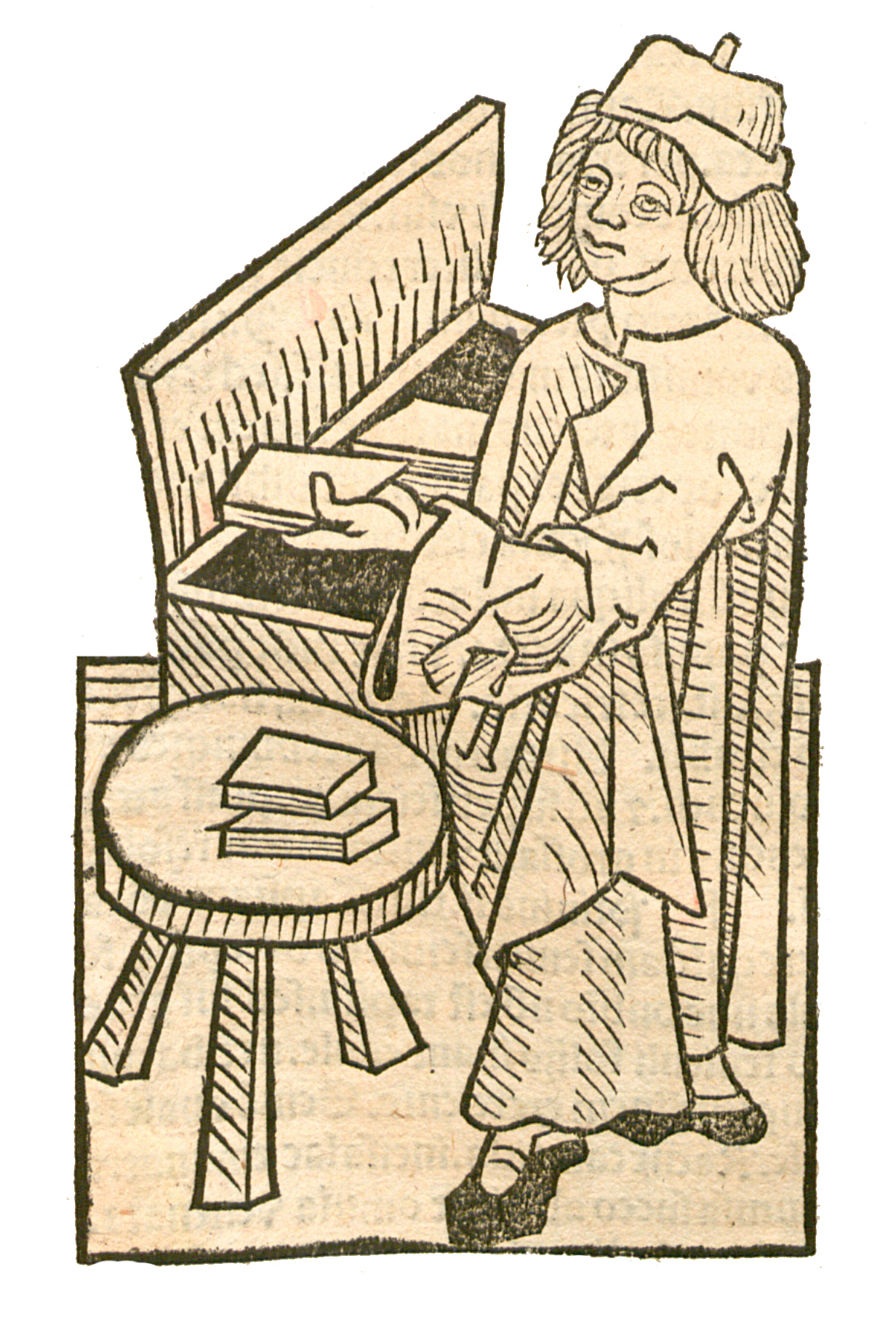
Buch I, Kapitel 463. ..... Sapo – Seife
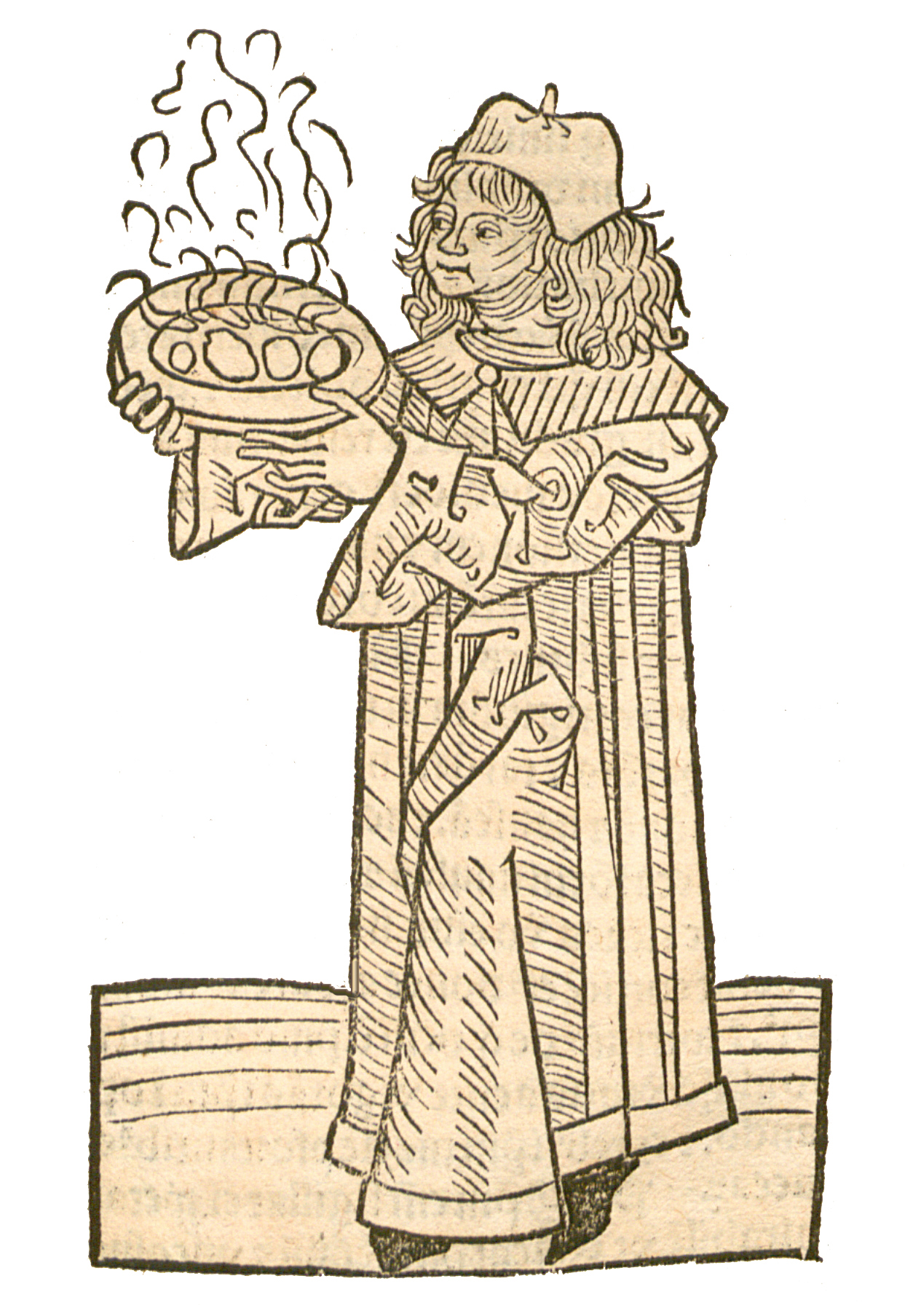
Buch I, Kapitel 484. ..... Thus – Weihrauch
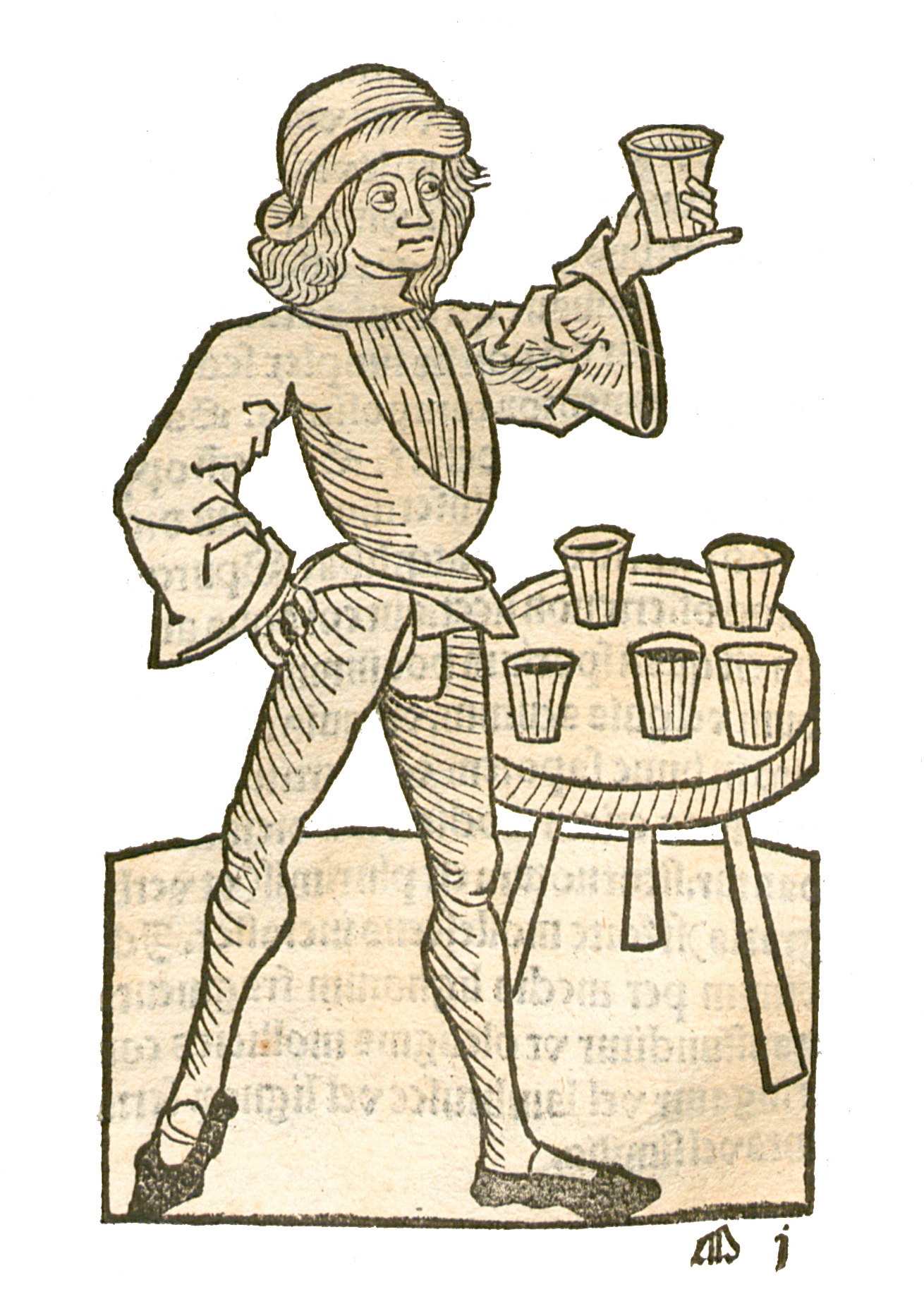
Buch I, Kapitel 510. Vinum – Wein
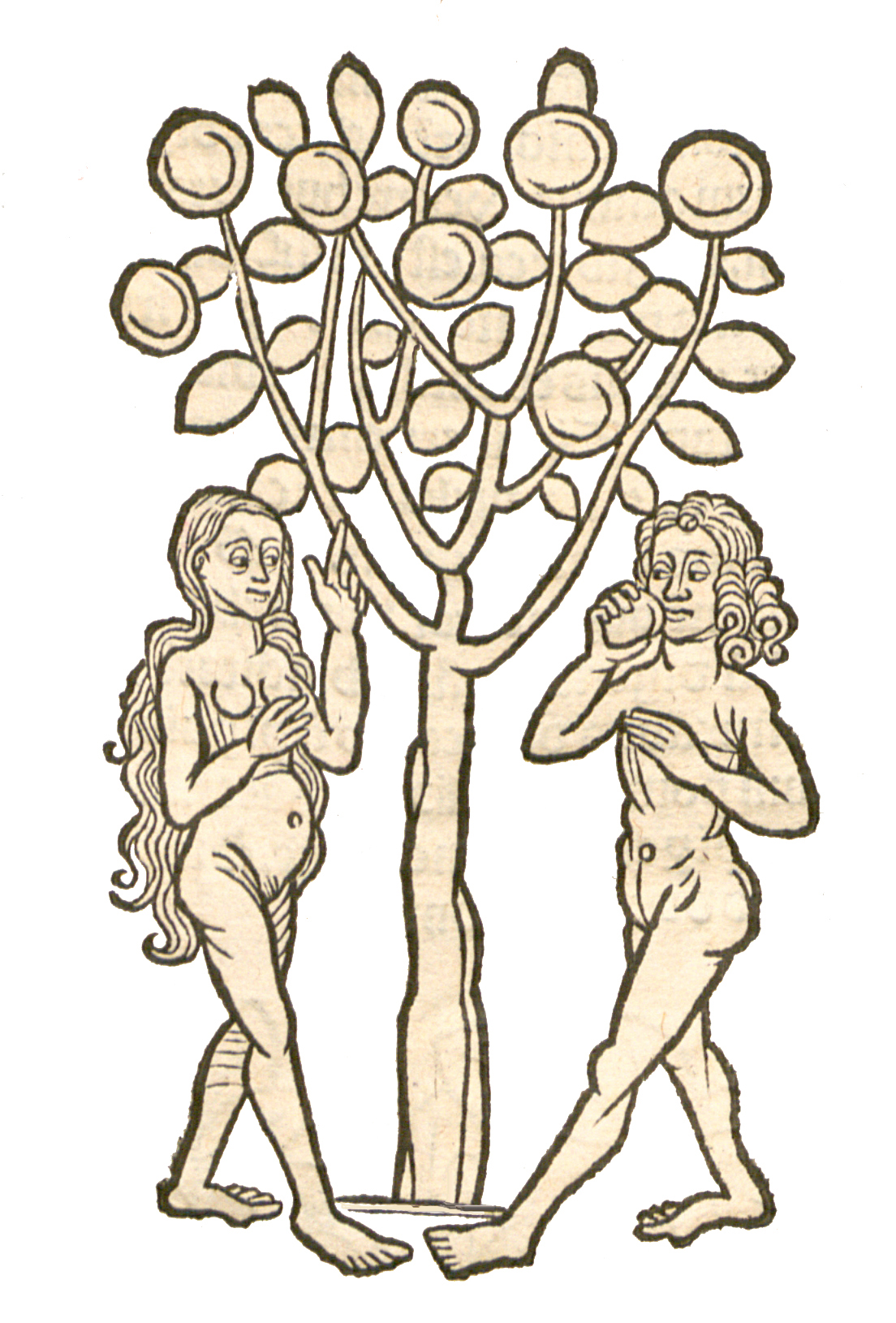
Buch I, Kapitel 529 ... Zua – Fructus Paradisi
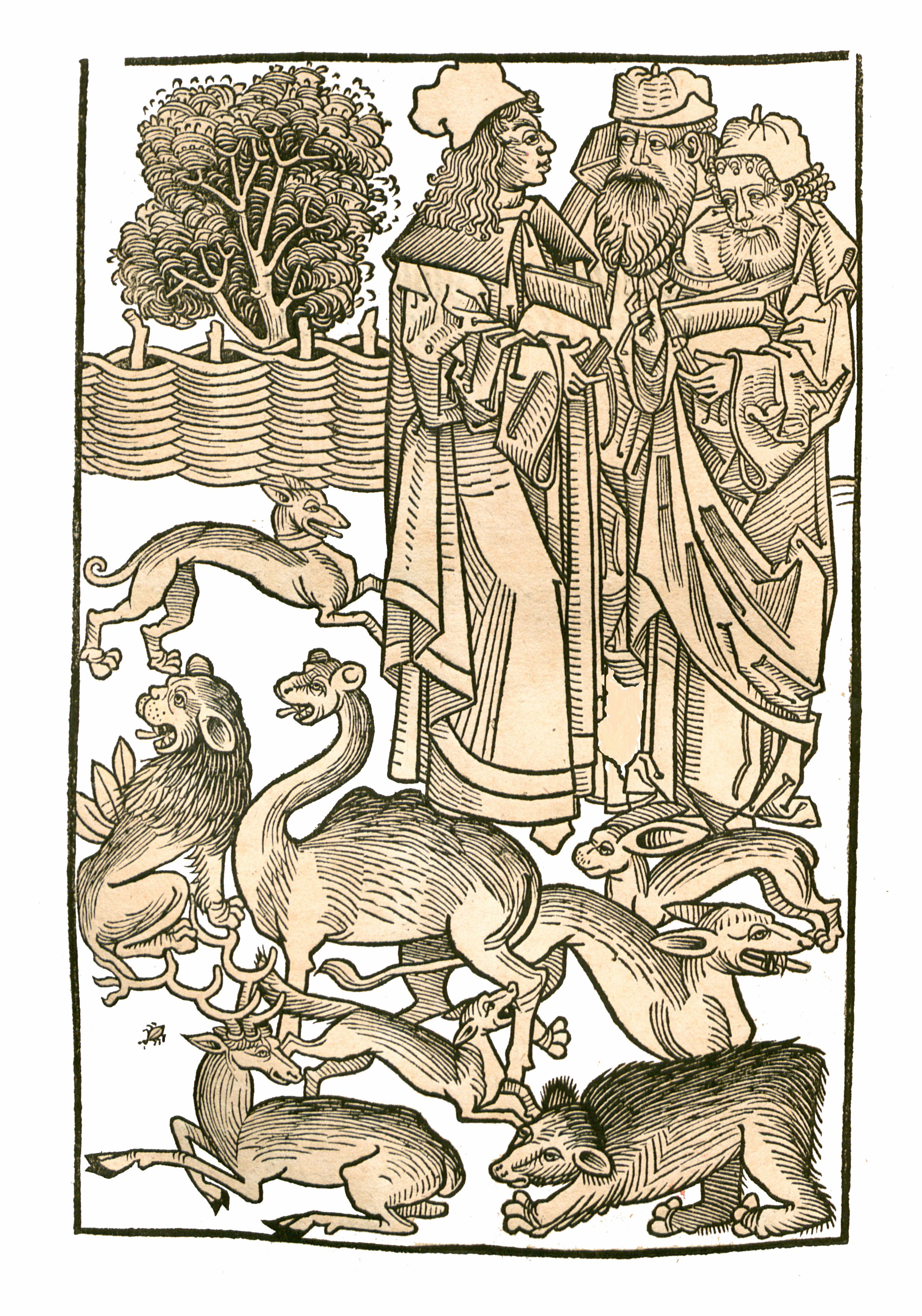
Titelblatt zum Abschnitt ... »De animalibus«
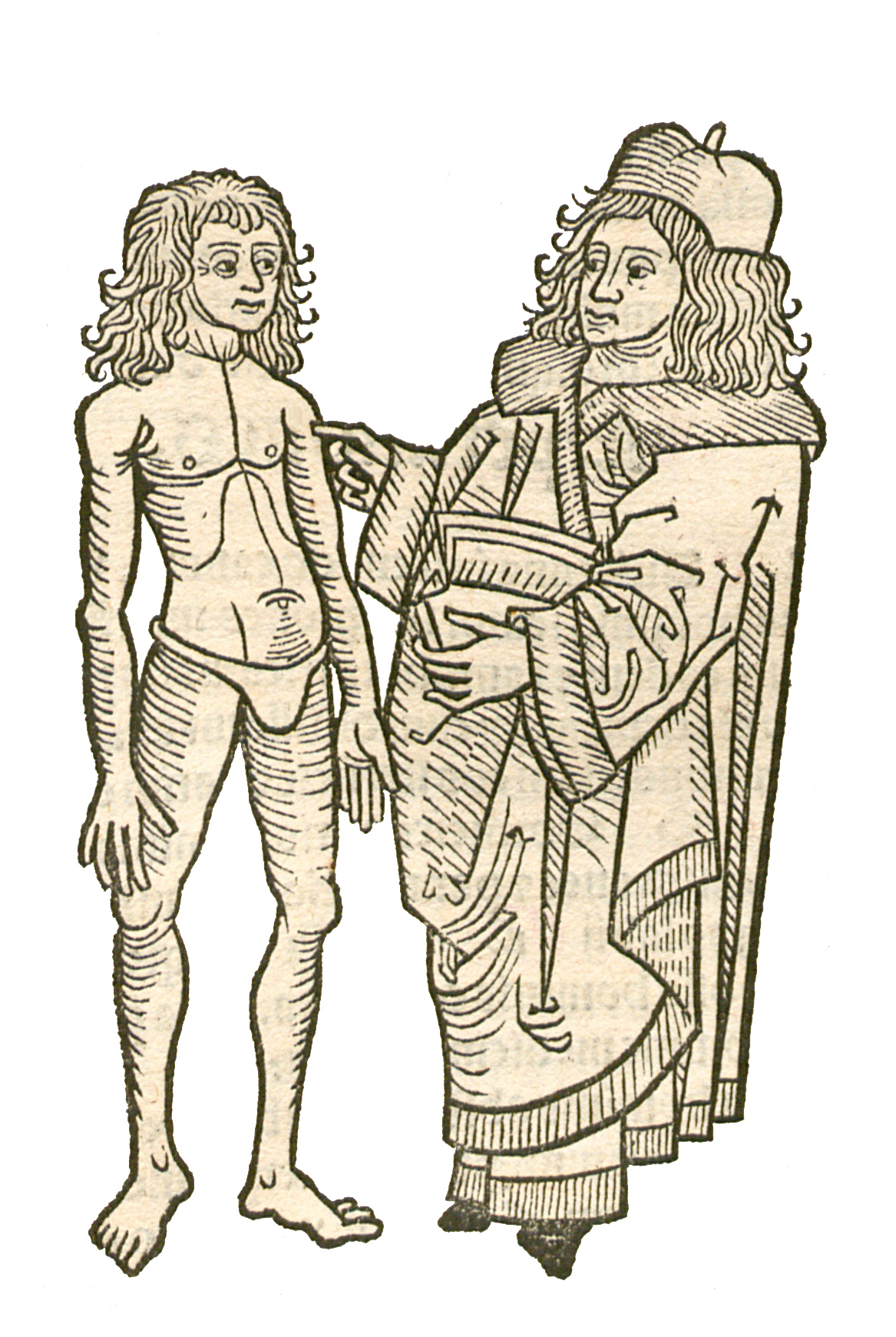
Buch II, Kapitel 1. ..... Homo – Mensch
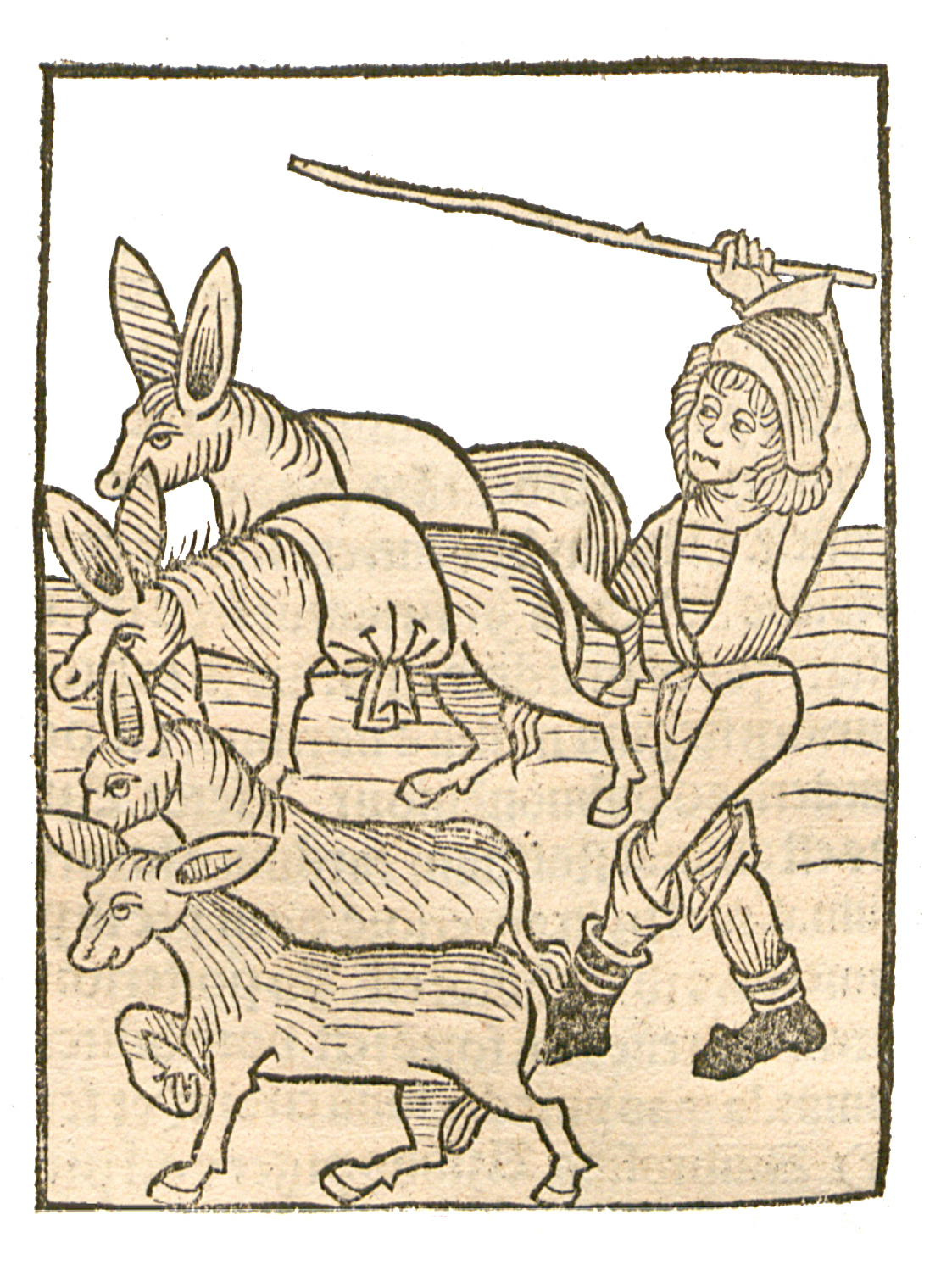
Buch II, Kapitel 5. ..... Asinus – Esel
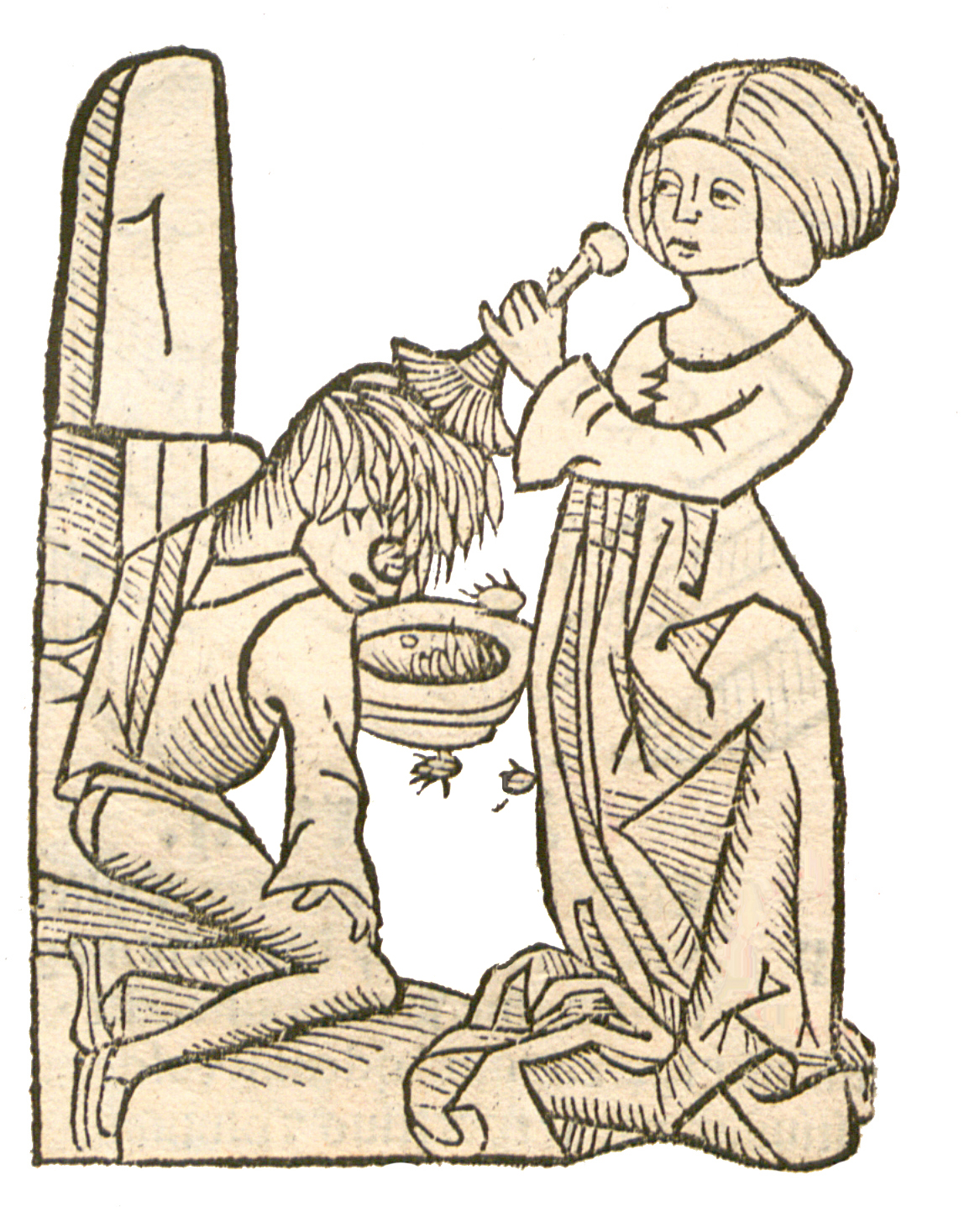
Buch II, Kapitel 119. Pediculus – Laus
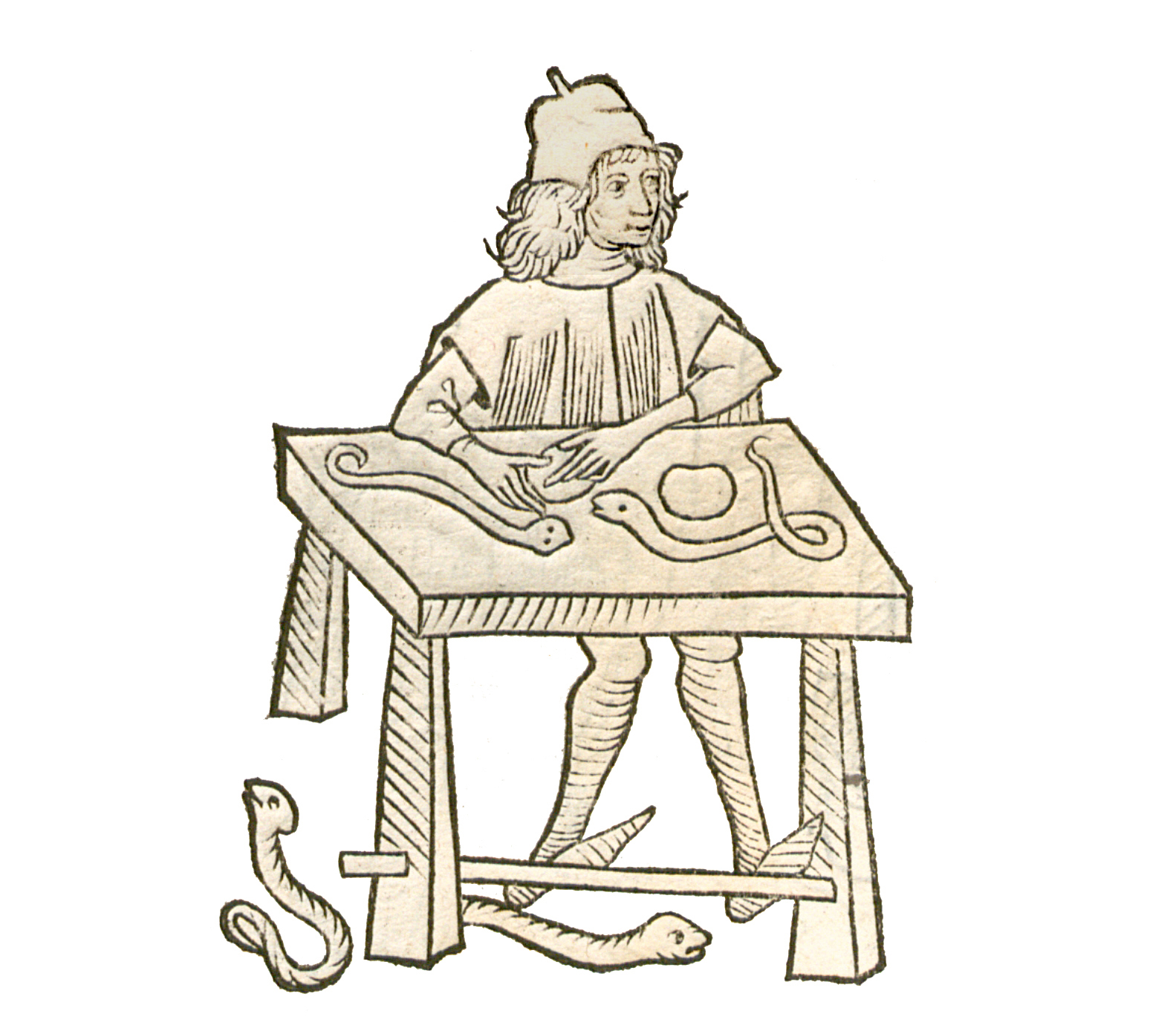
Buch II, Kapitel 154. Vipera
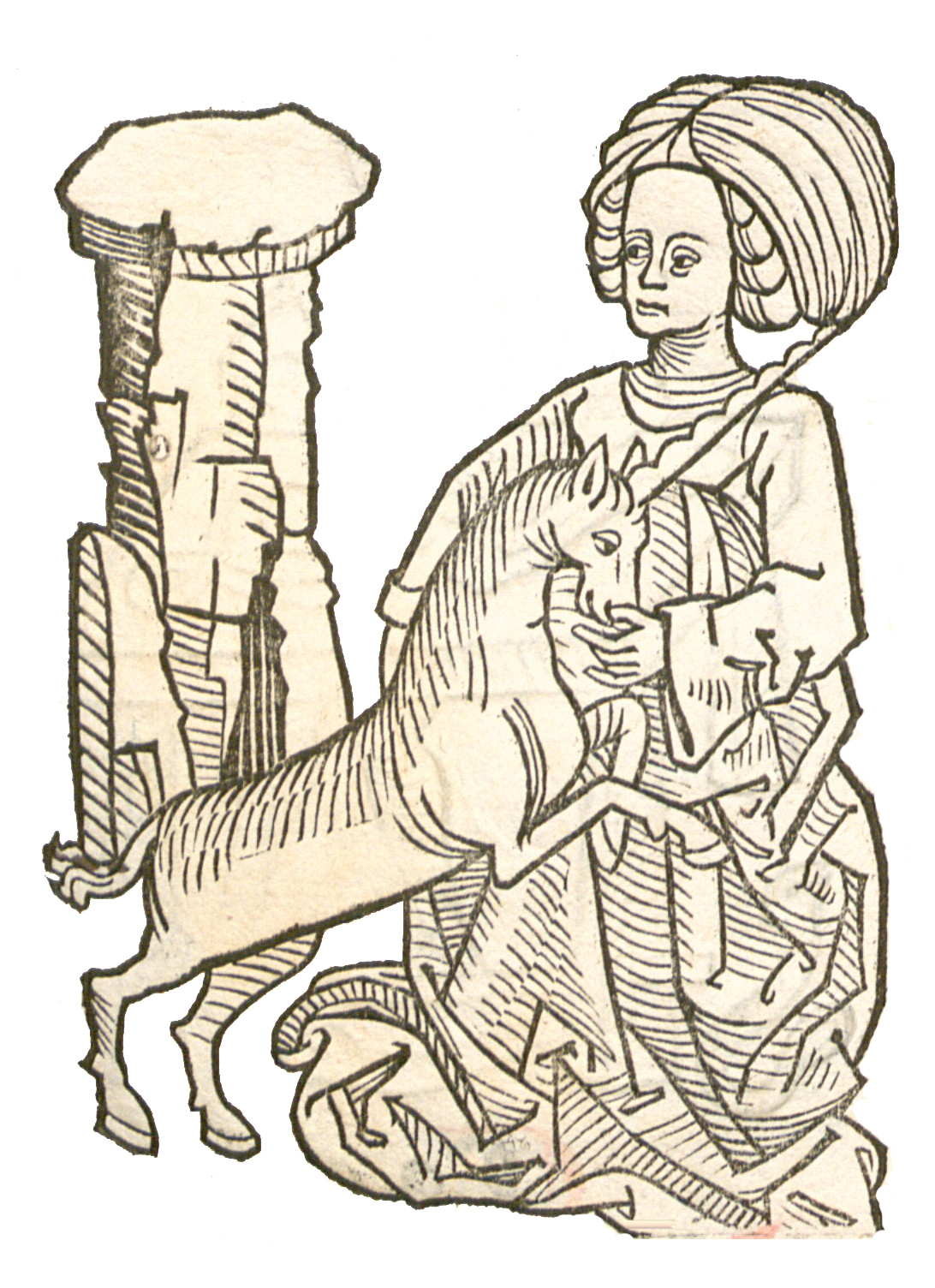
Buch II, Kapitel 155. Unicornus – Einhorn
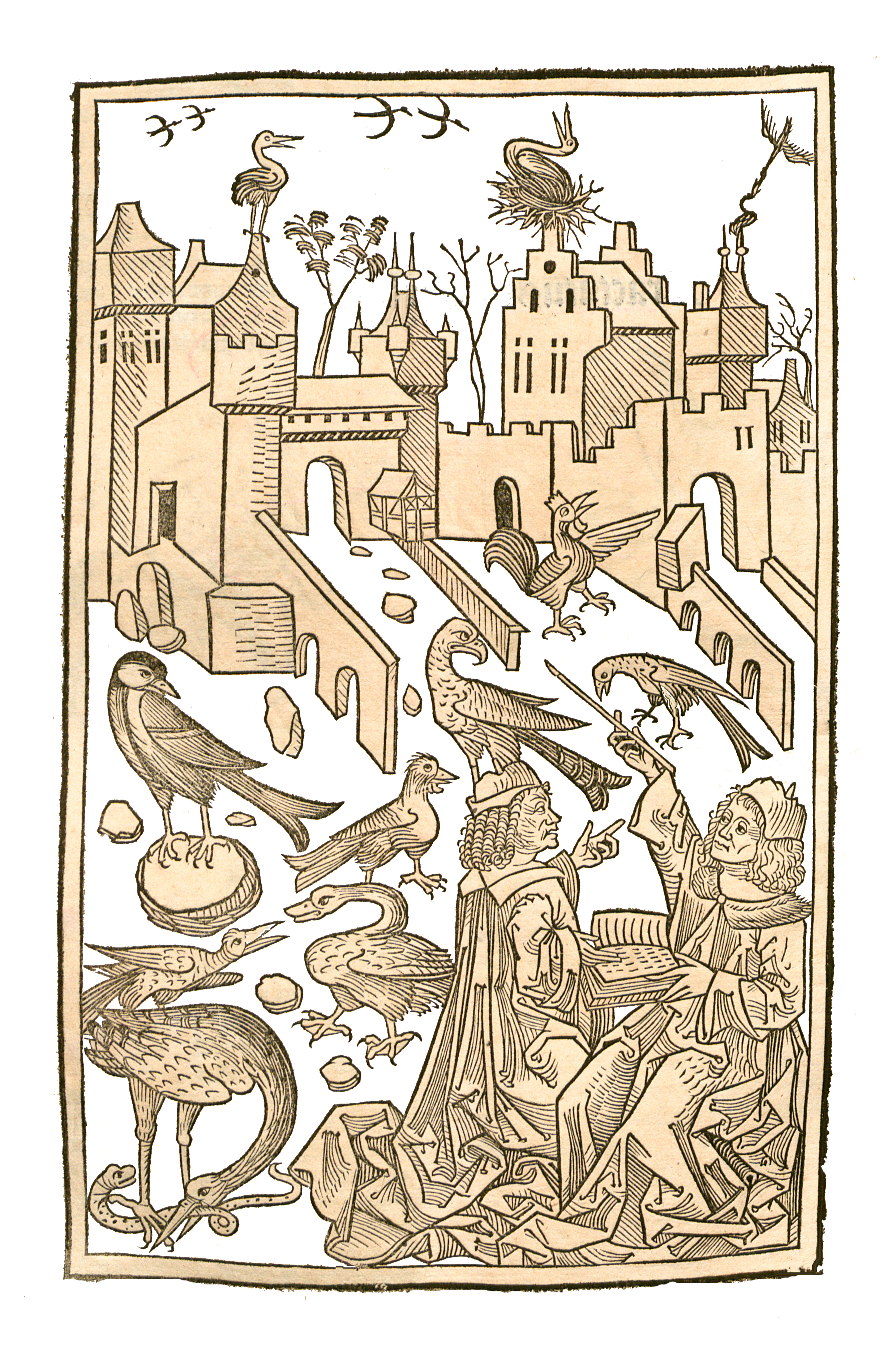
Titelblatt zum Abschnitt ... »De avibus«
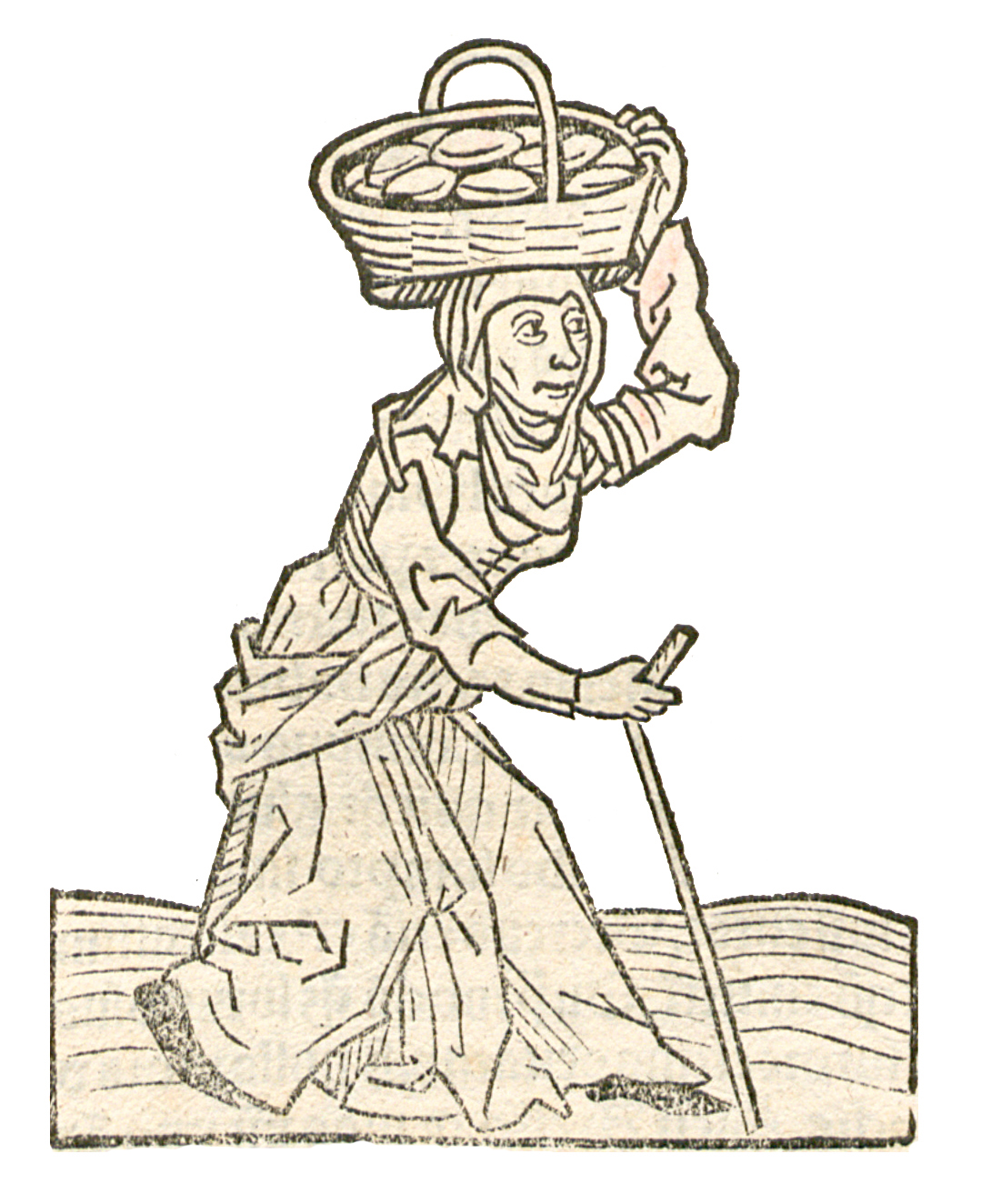
Buch III, Kapitel 91. ..... Ova – Eier
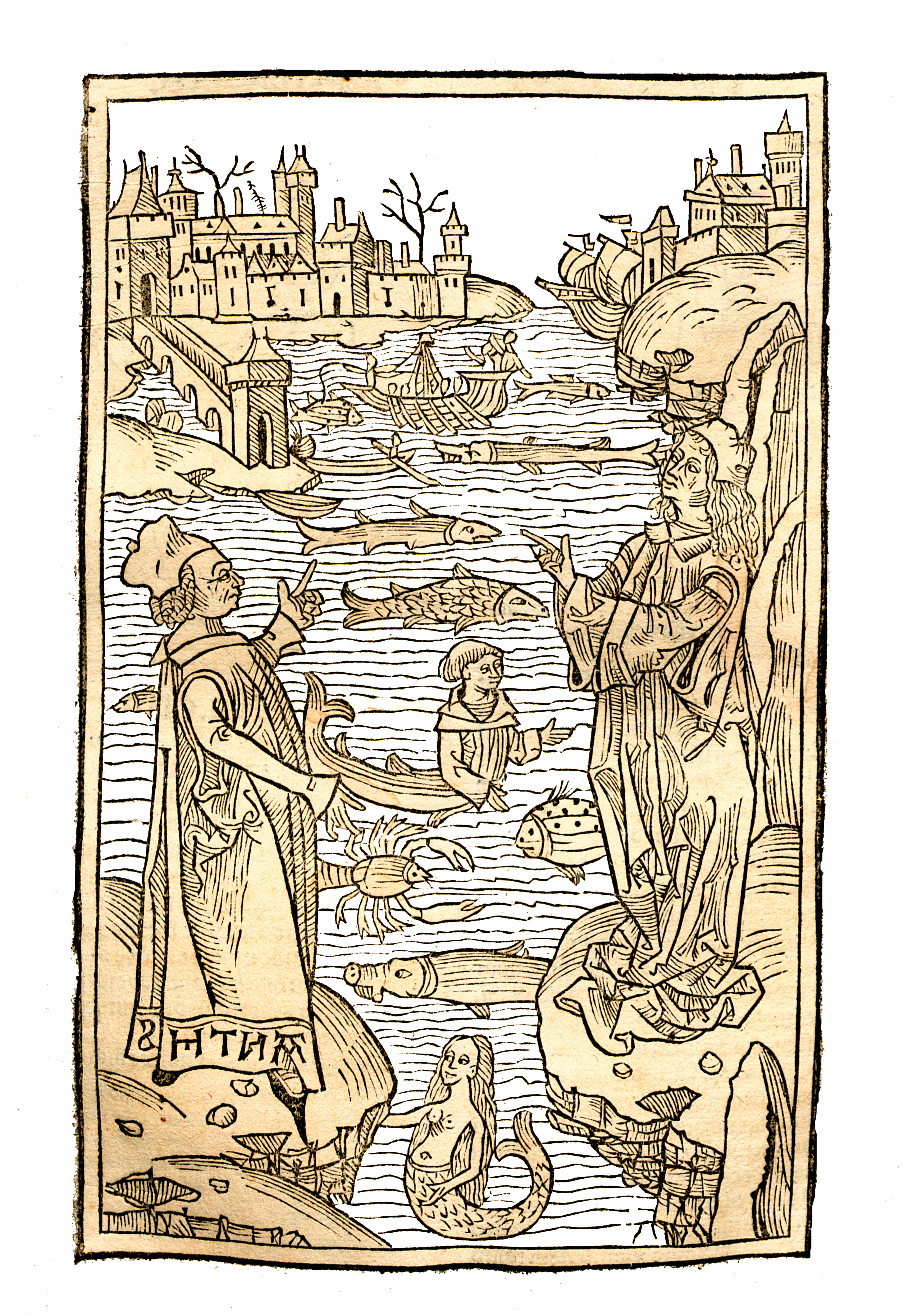
Titelblatt zum Abschnitt ... »De piscibus«
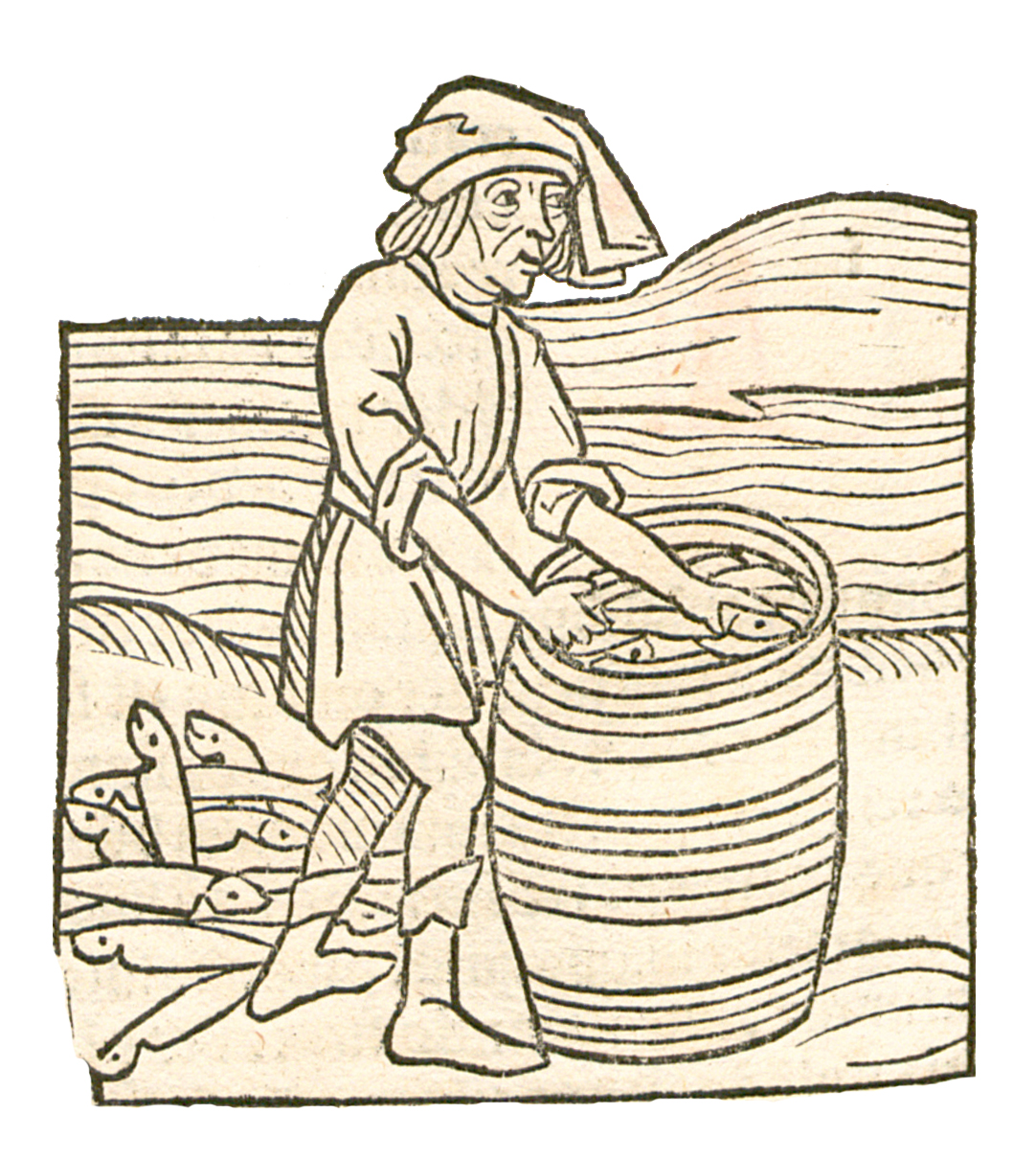
Buch IV, Kapitel 3. ..... Allec – Fischsuppe
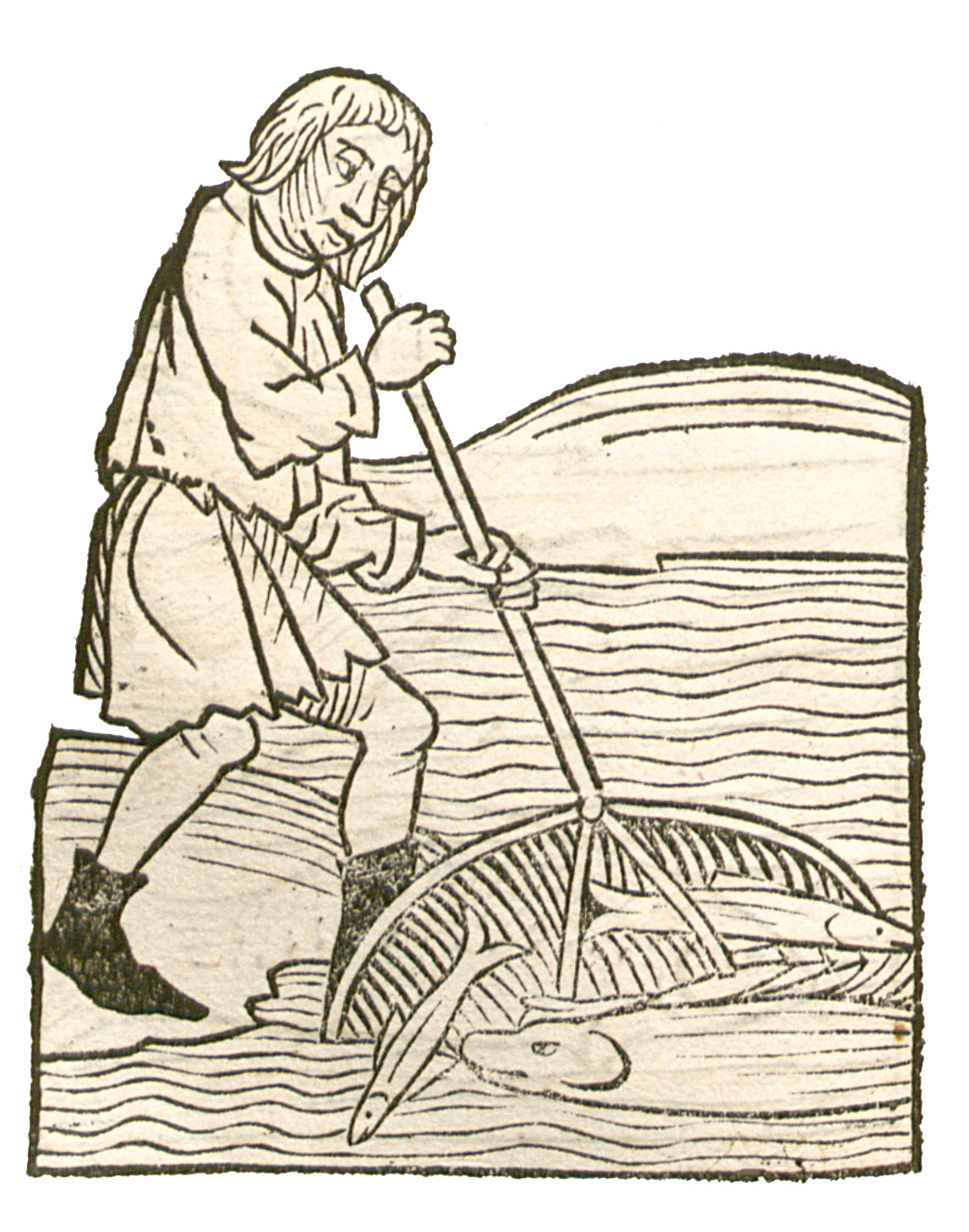
Buch IV, Kapitel 56. ..... Mugil – Meeräsche
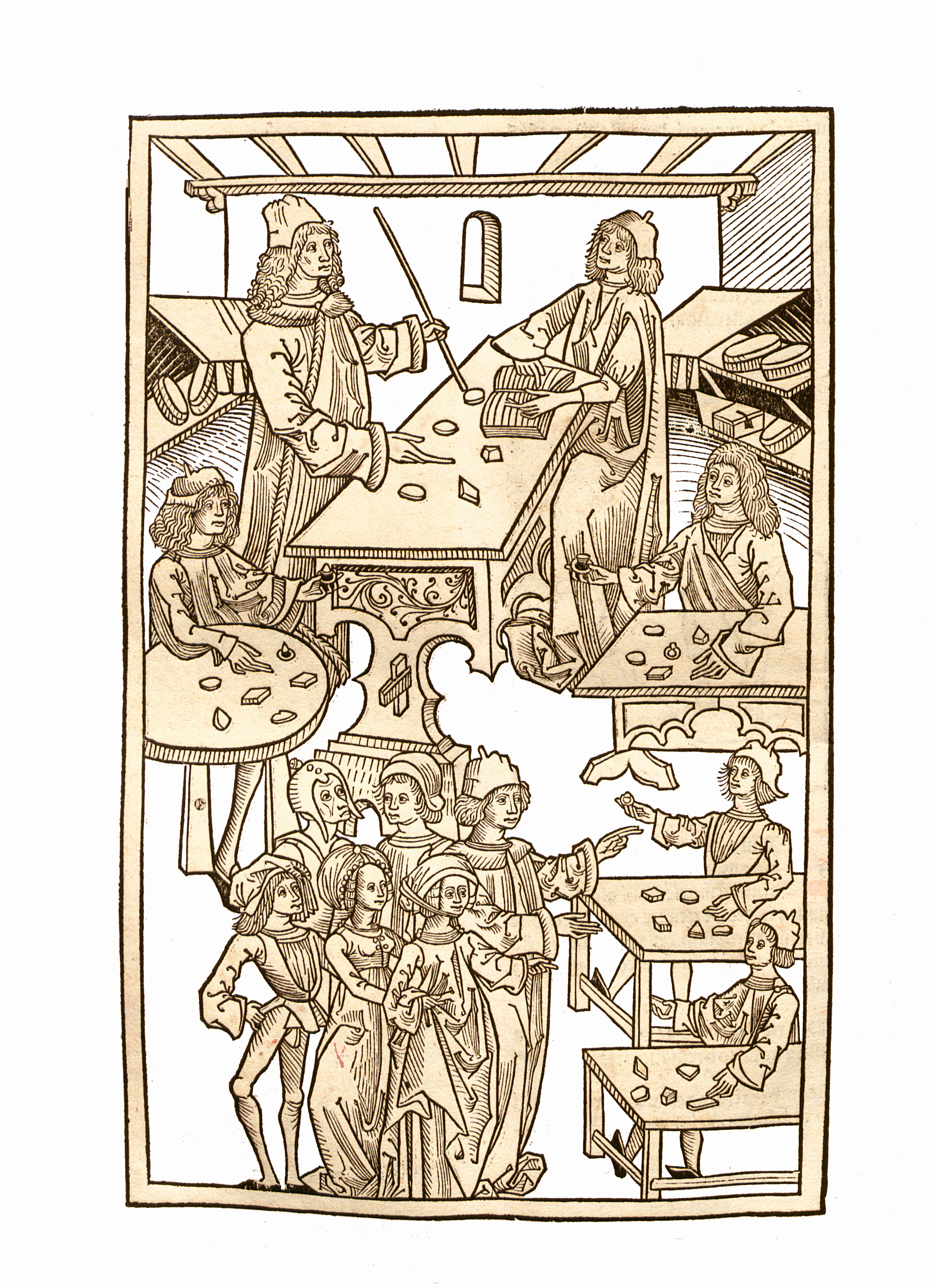
Titelblatt zum Abschnitt ... »De lapidibus«
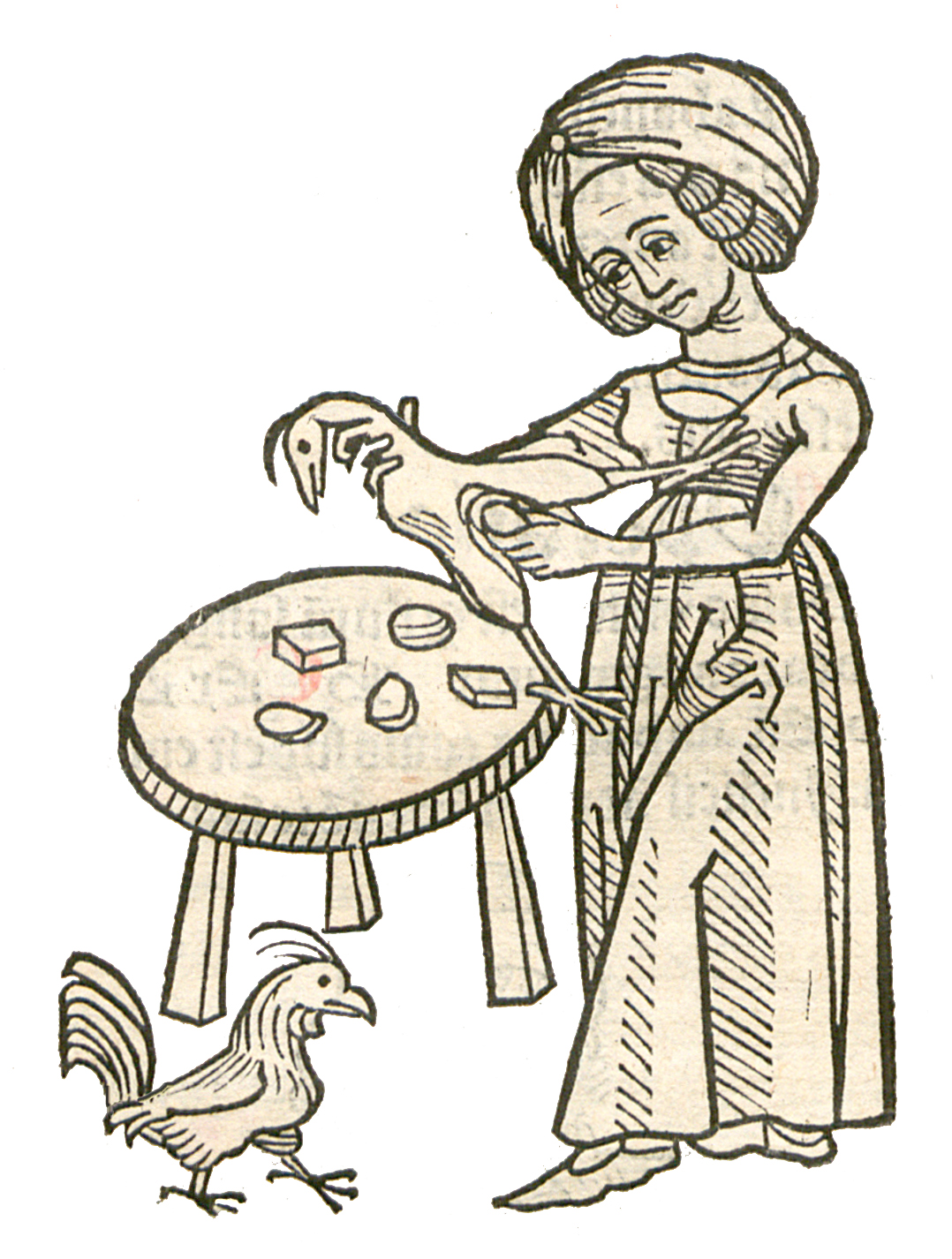
Buch V, Kapitel 6. Allectorius – Stein aus der Leber des Kapauns
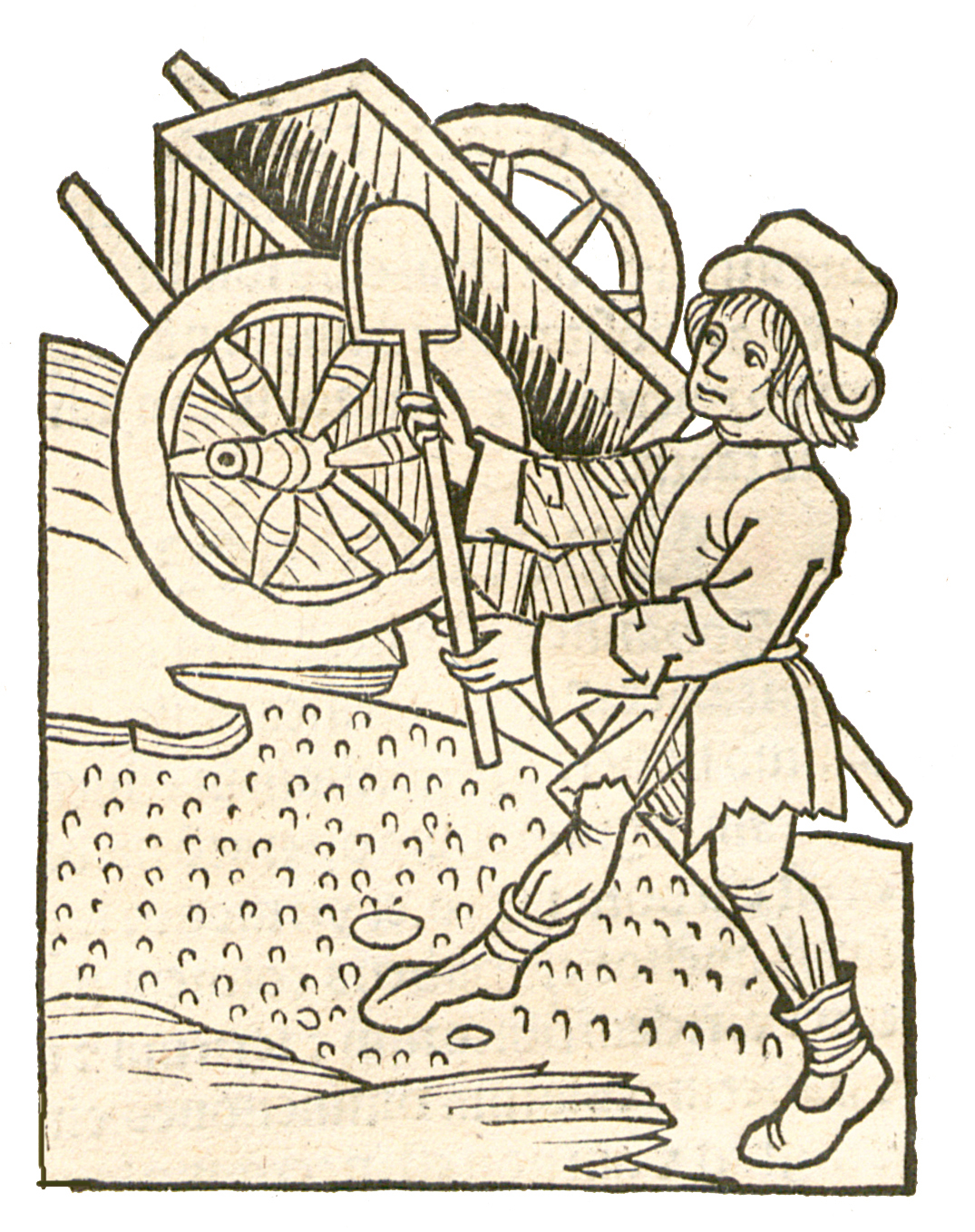
Buch V, Kapitel 12. Arena – Sand
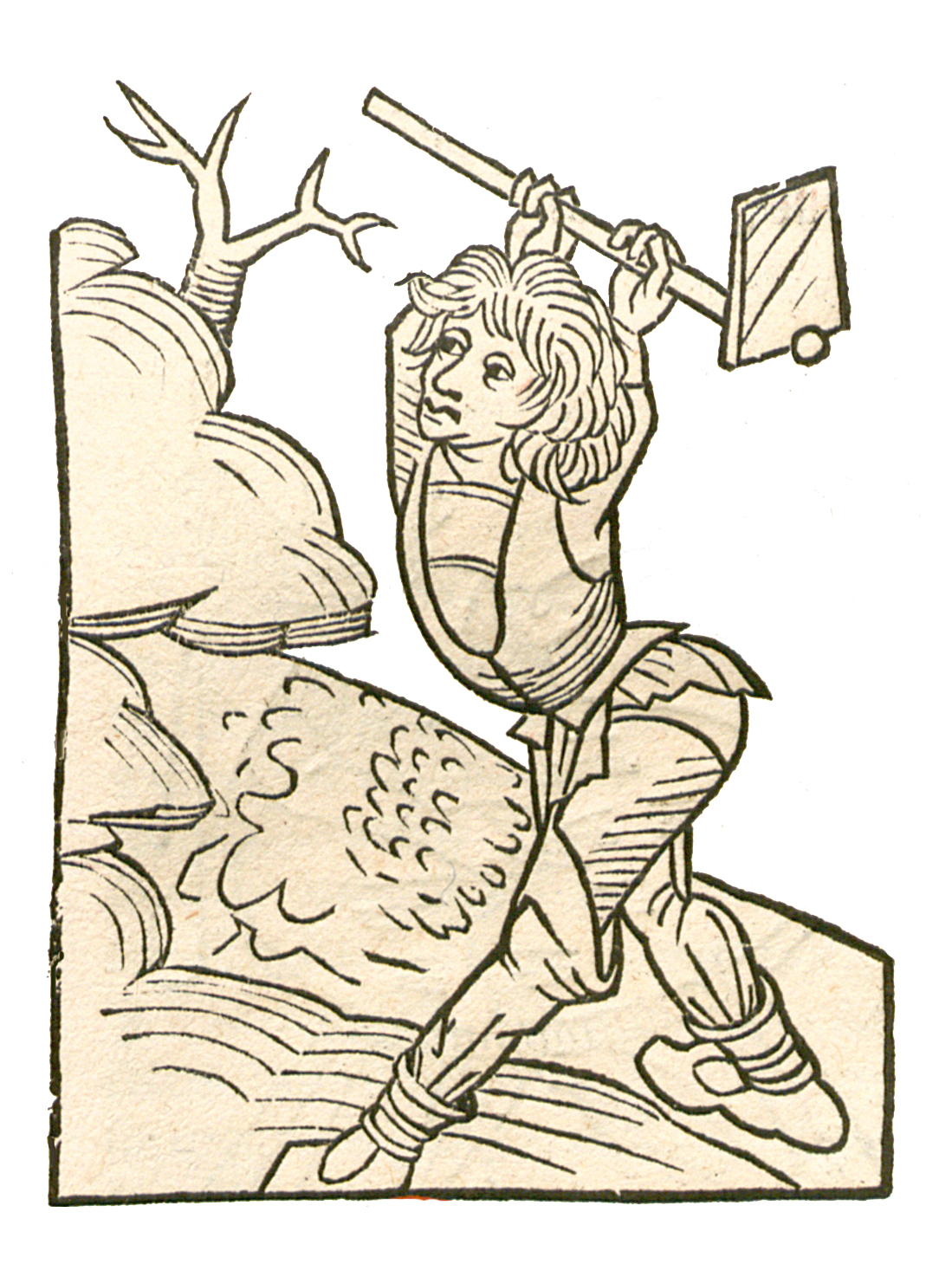
Buch V, Kapitel 13. Argilla – Töpfererde
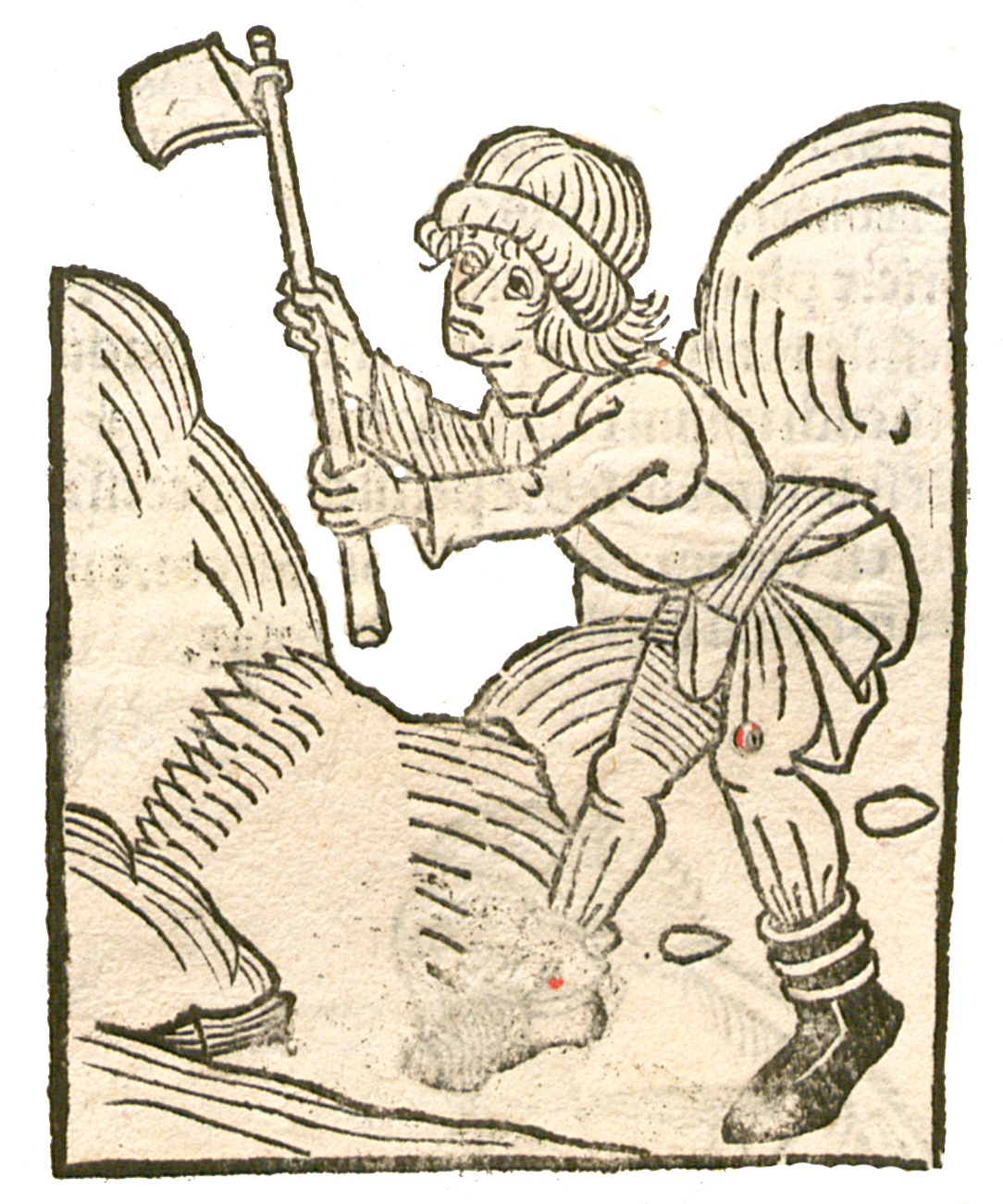
Buch V, Kapitel 16. Bolus armenicus
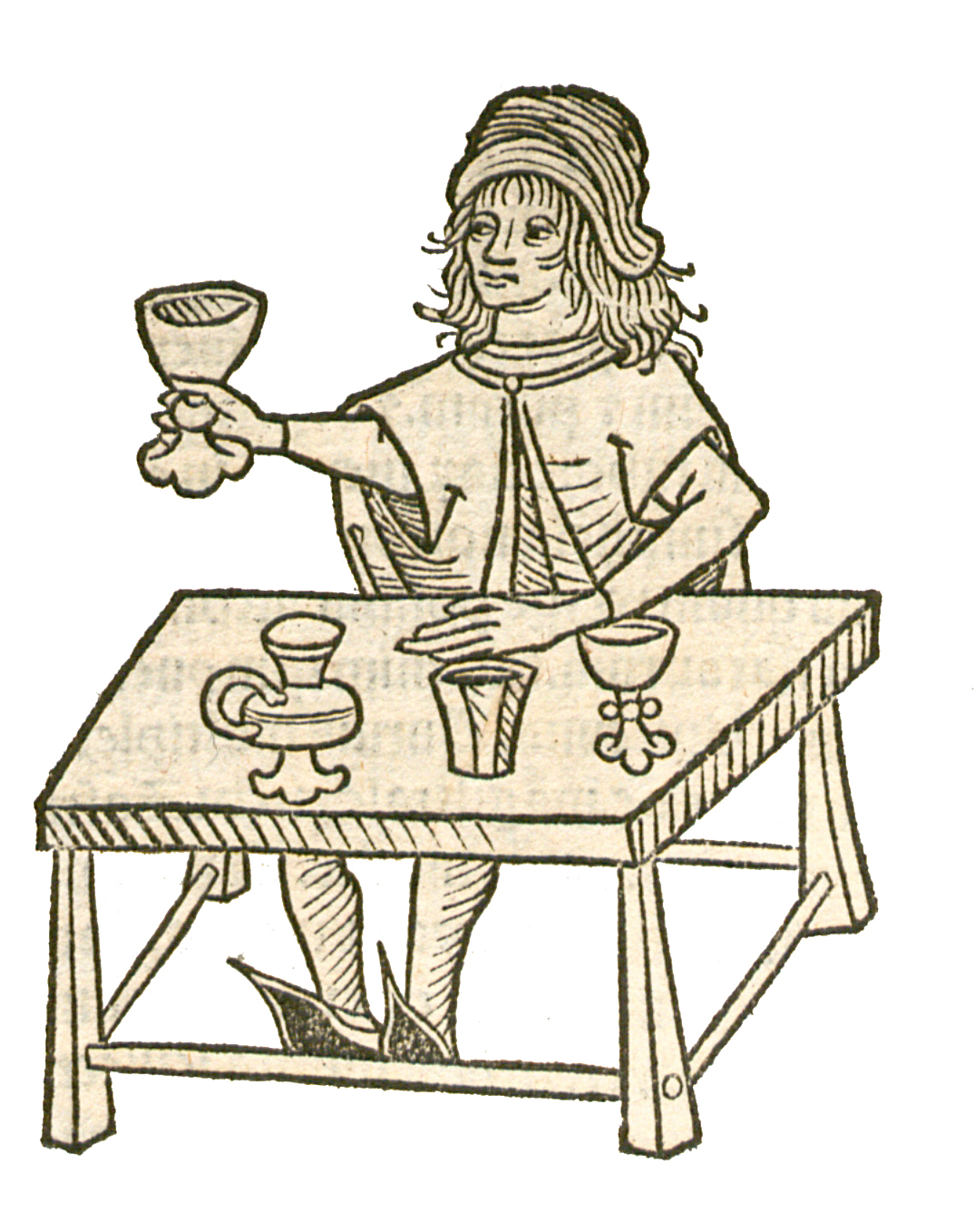
Buch V, Kapitel 18. Aurum – Gold
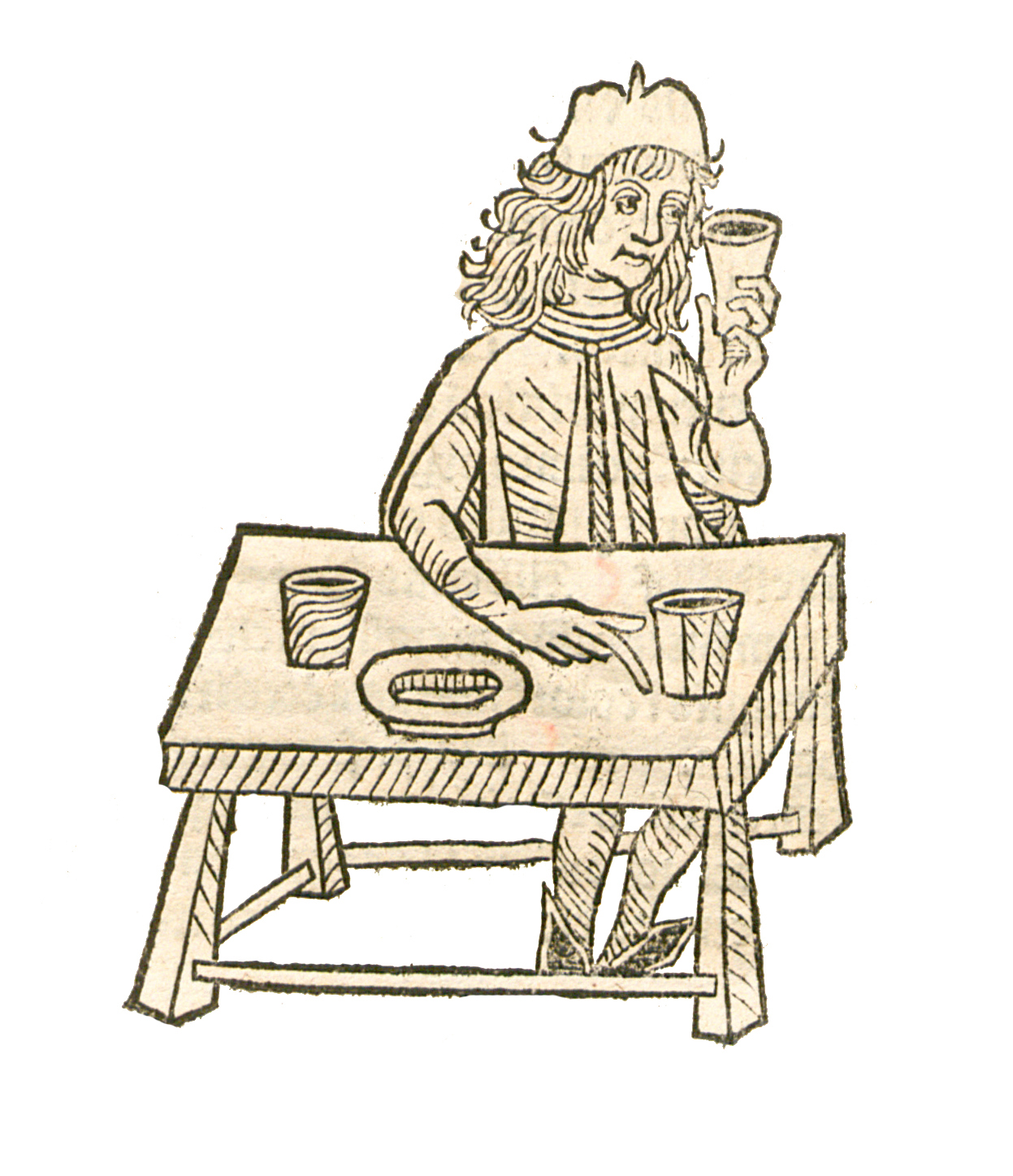
Buch V, Kapitel 20. Argentum – Silber
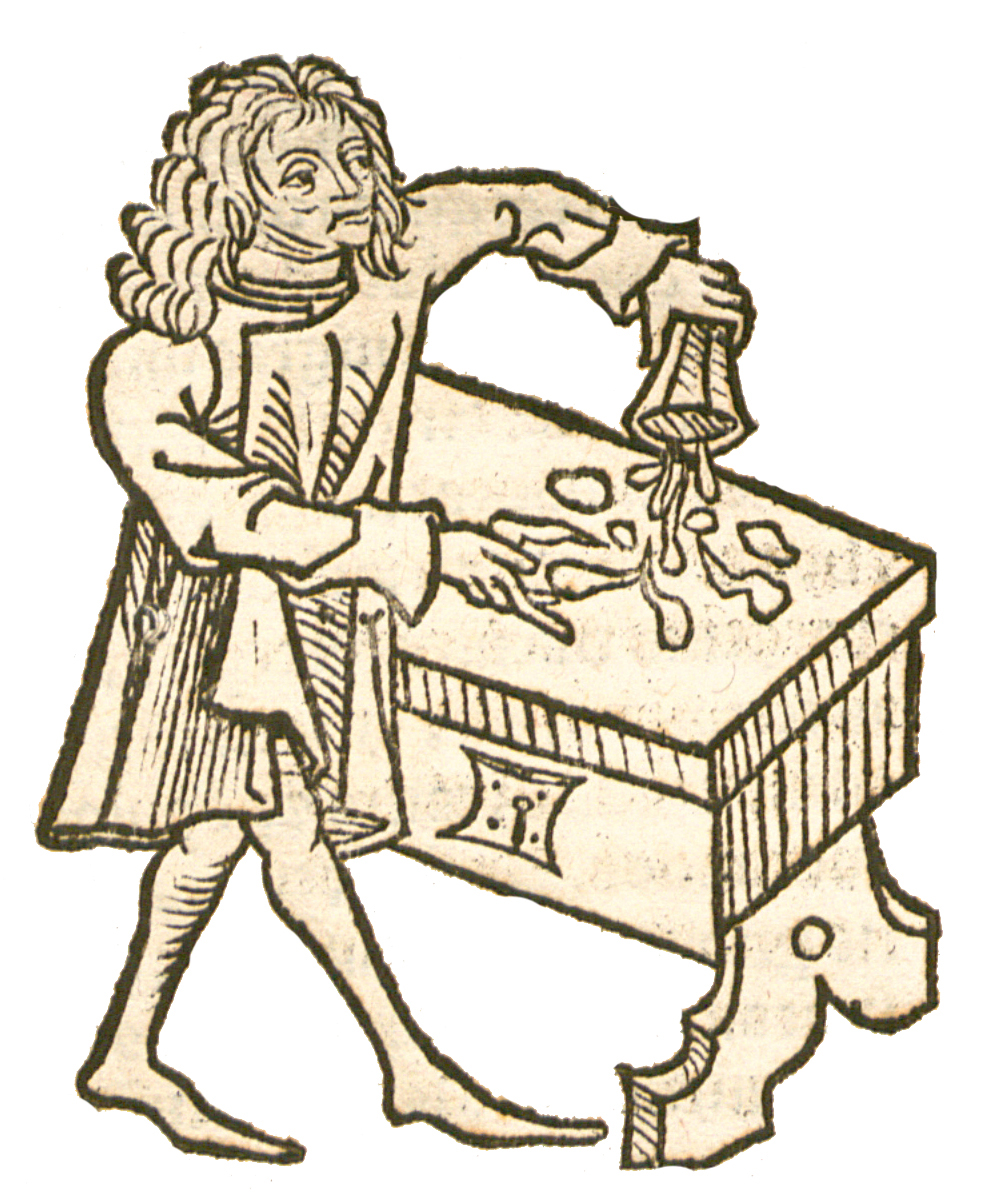
Buch V, Kapitel 21. Argentum vivum – Quecksilber
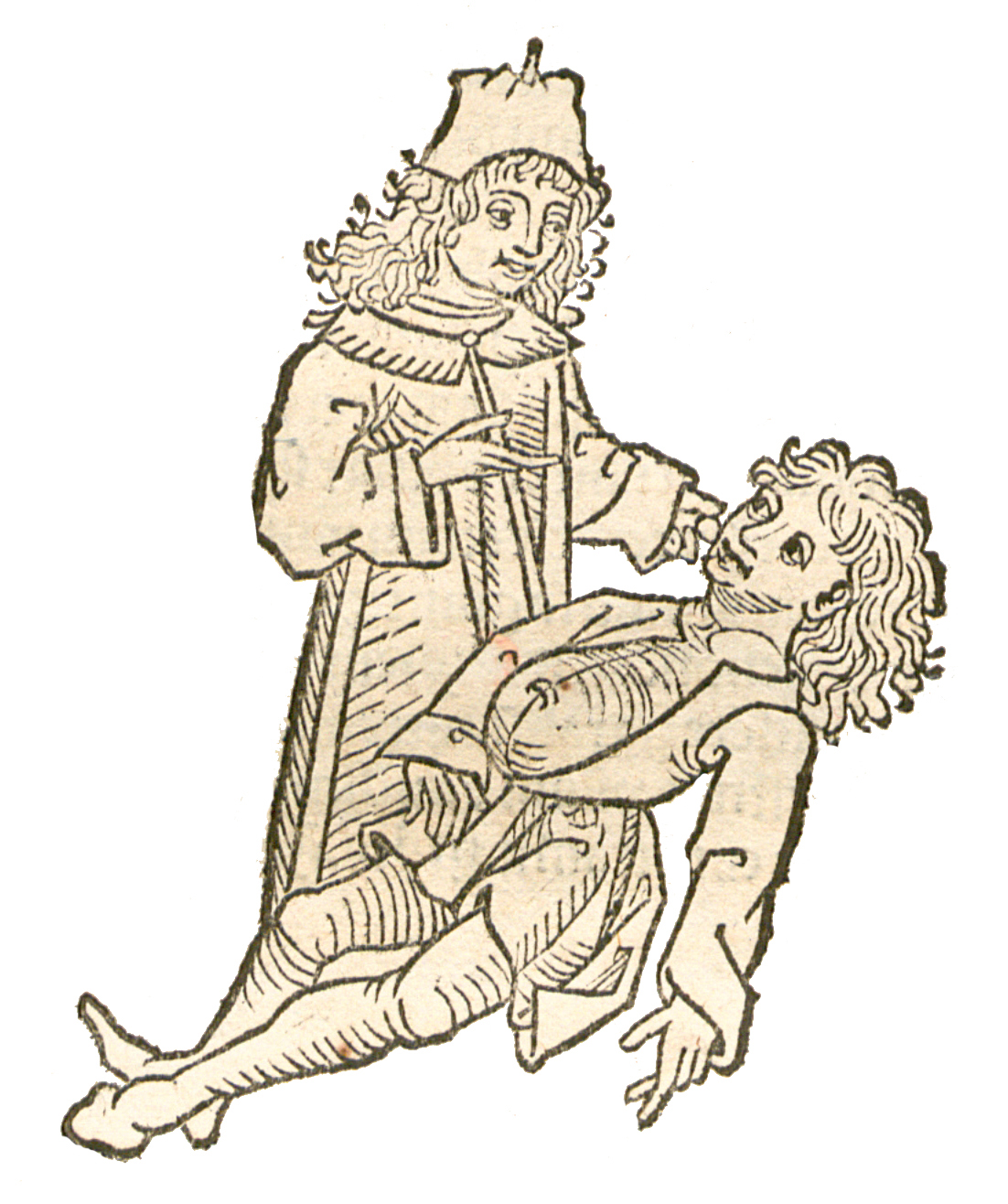
Buch V, Kapitel 24. Bezaar – Antidot-Stein (Arzt und Kranker mit Aszites)
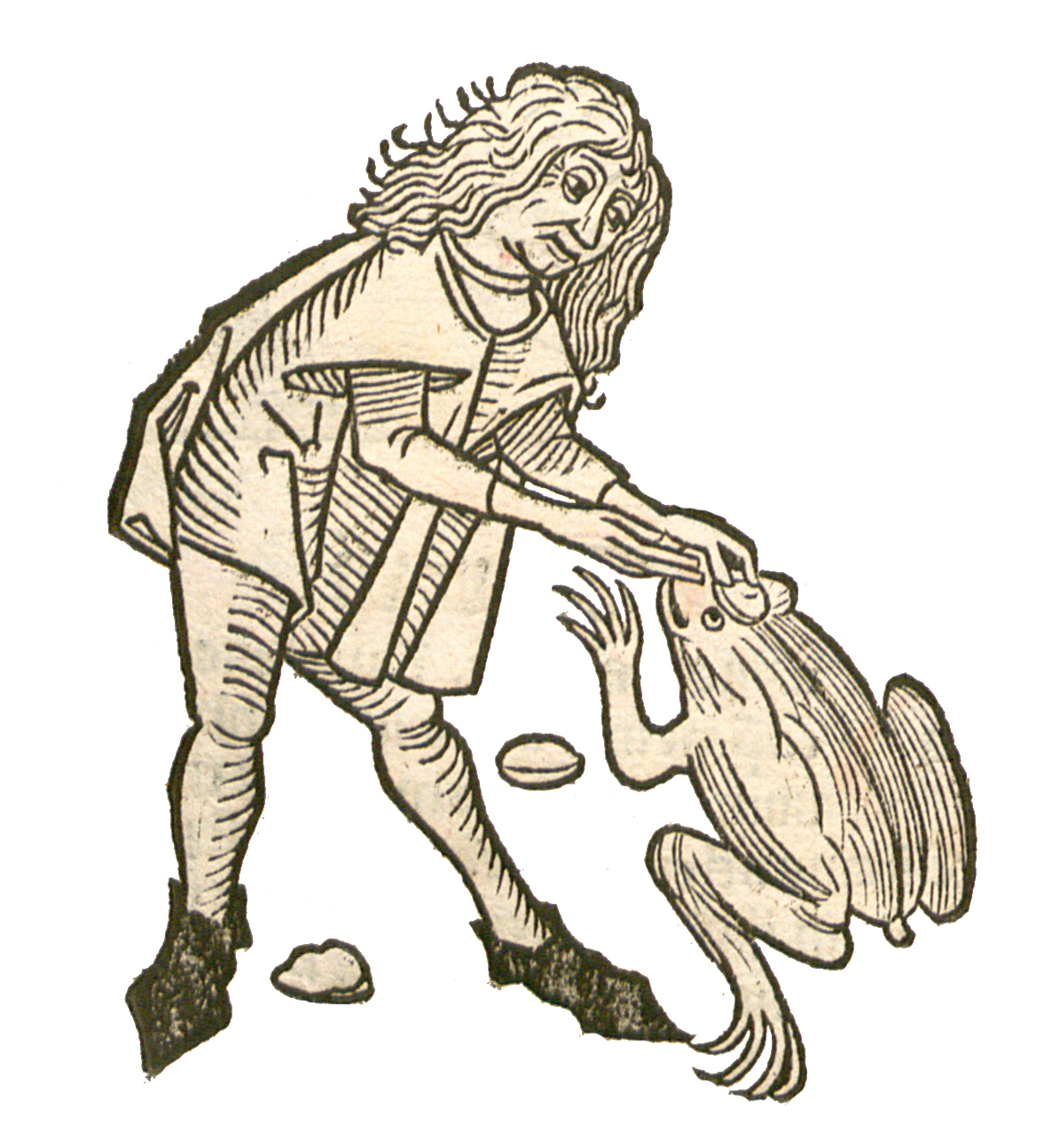
Buch V, Kapitel 27. ..... Borax – Krötenstein
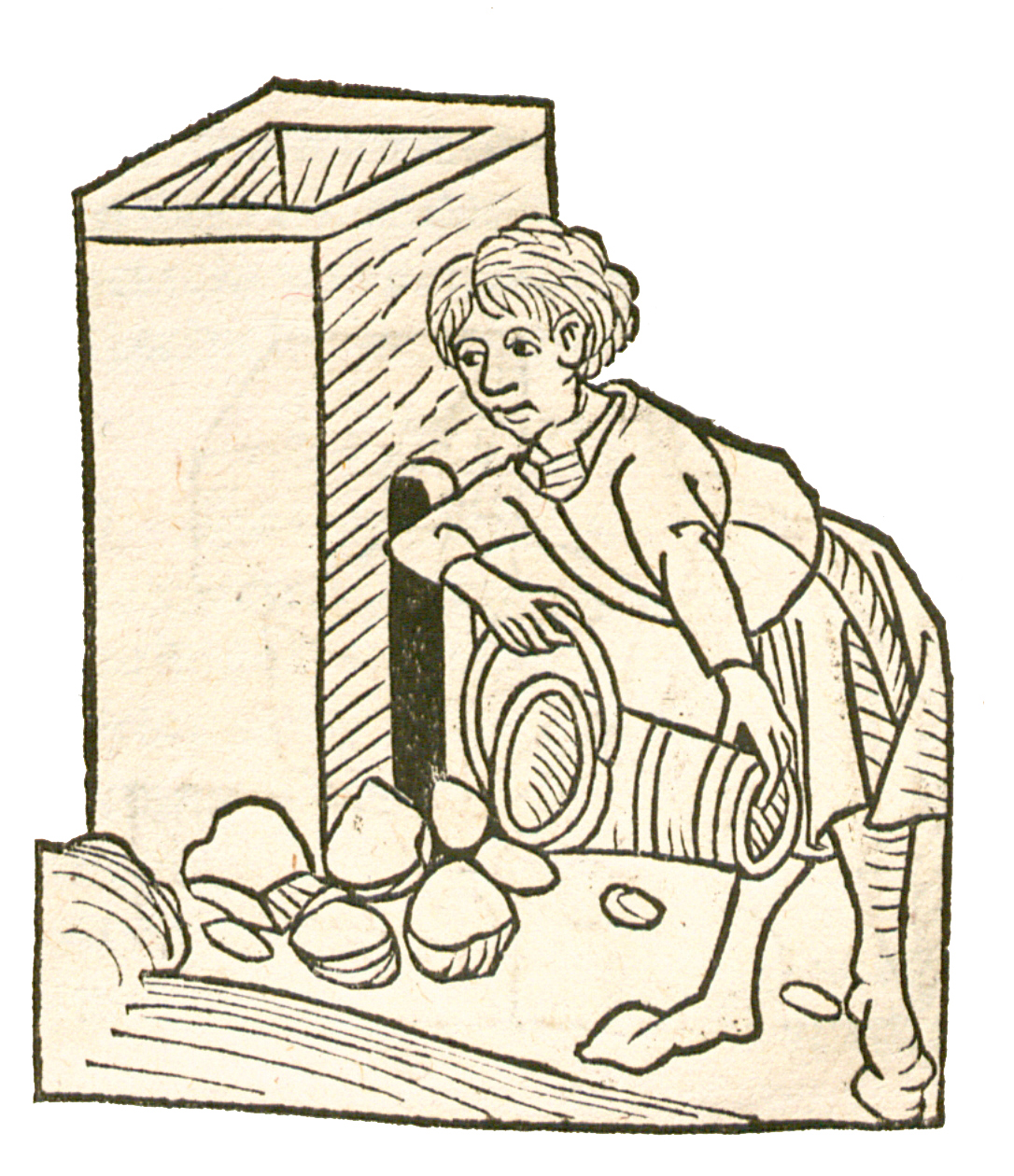
Buch V, Kapitel 30. ..... Calx – Kalk
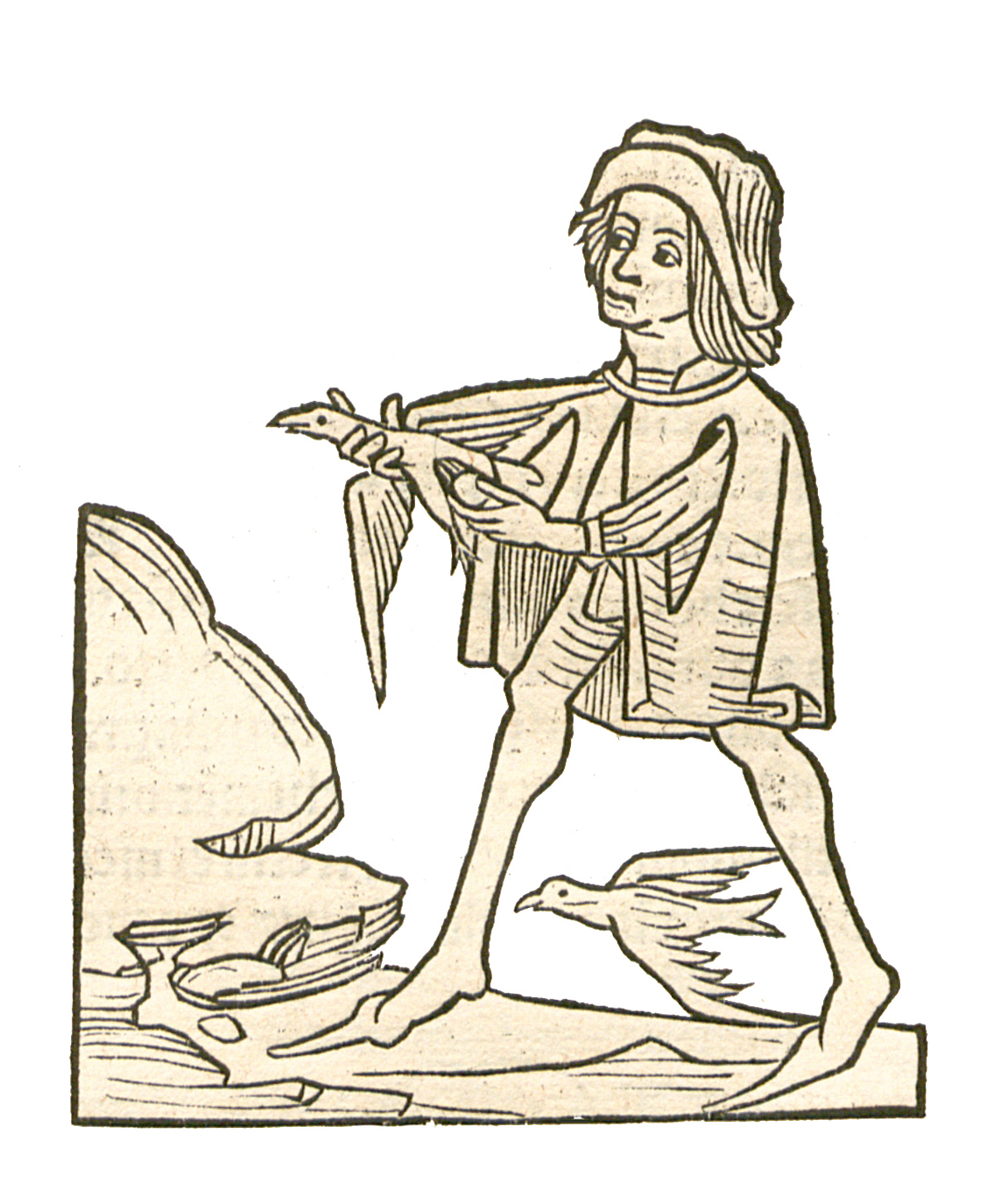
Buch V, Kapitel 33. Celidonius – Stein aus dem Magen der Schwalbe
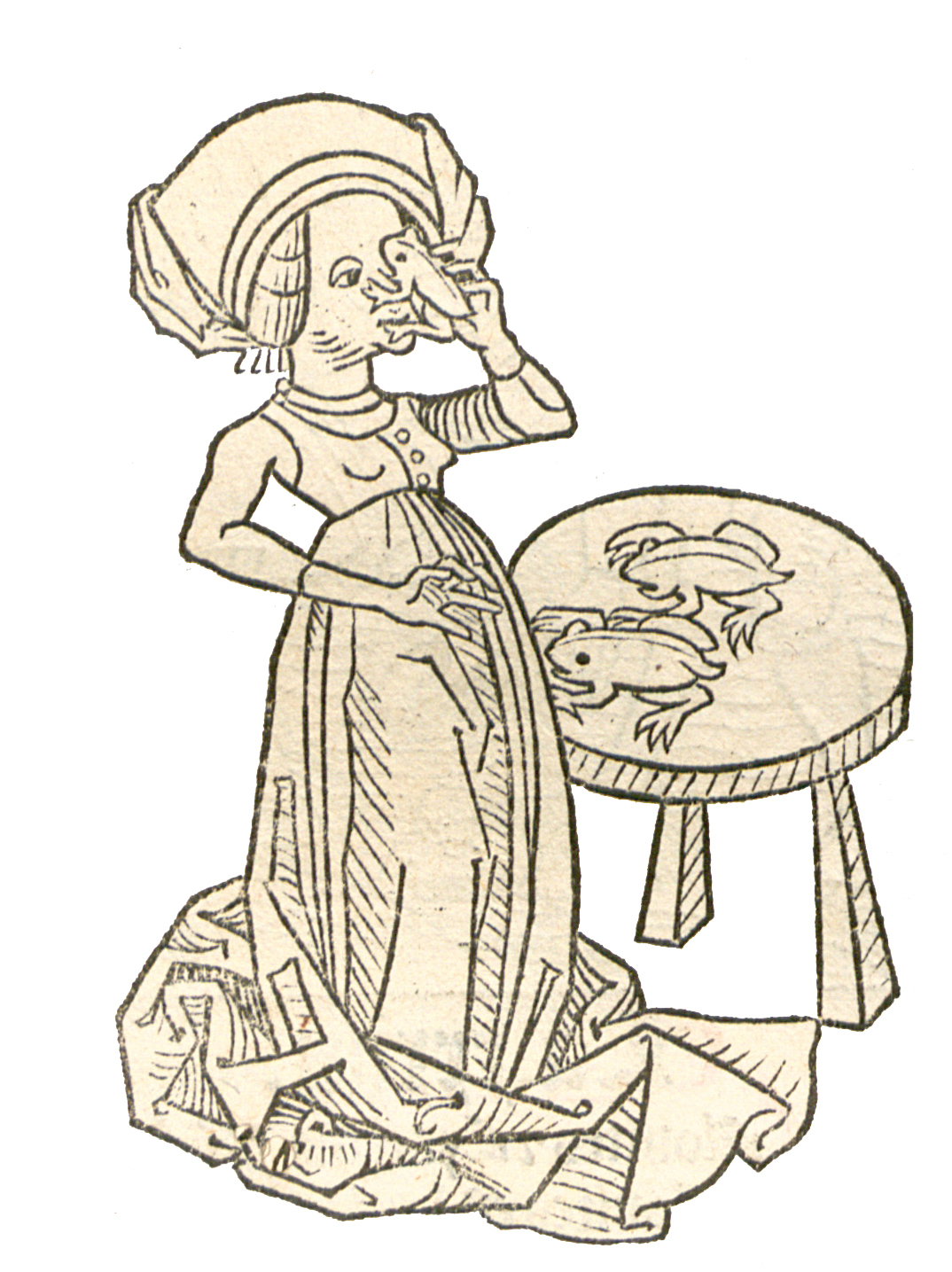
Buch V, Kapitel 35. Cerusa – Bleiweiß
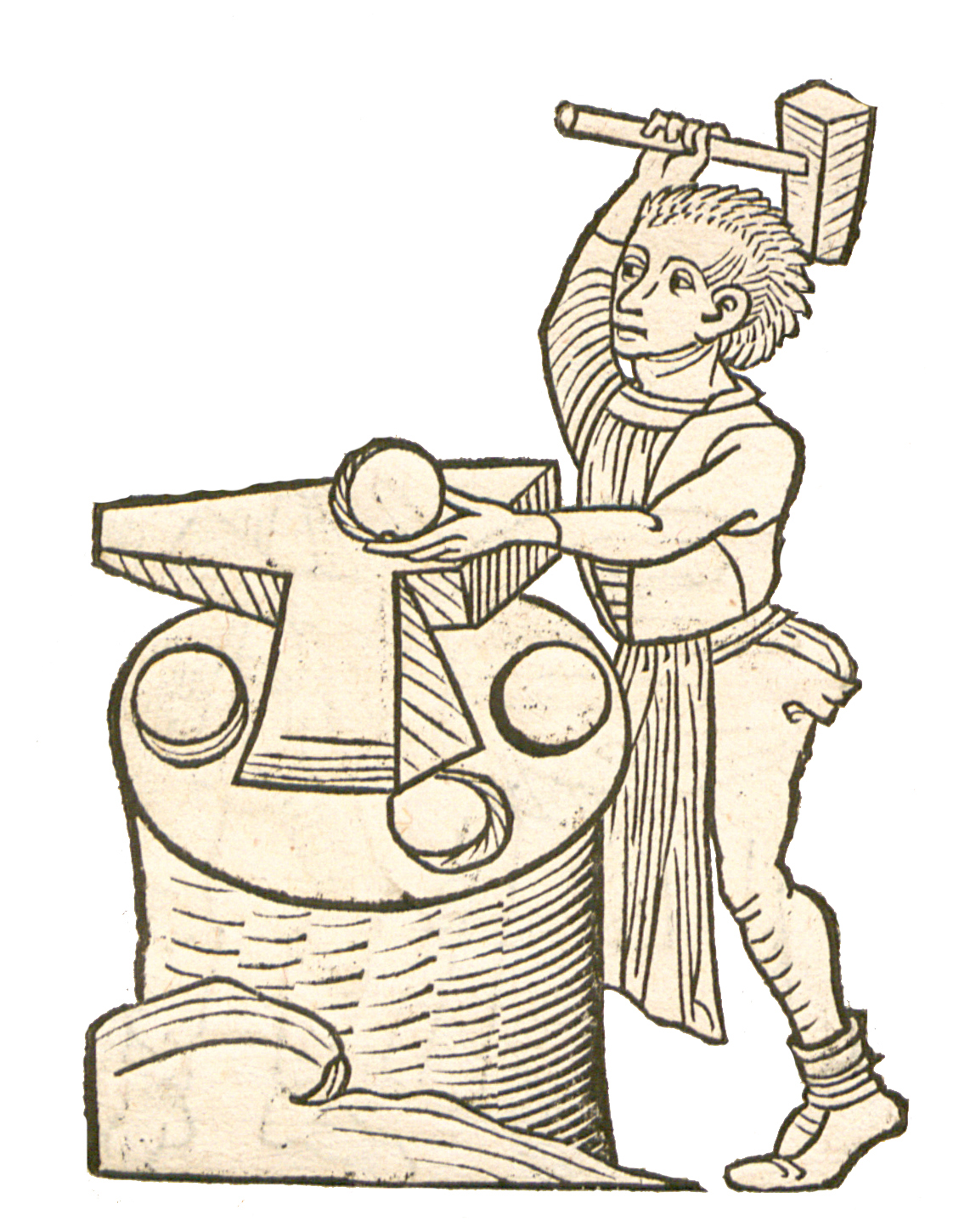
Buch V, Kapitel 46. Cuprum – Kupfer
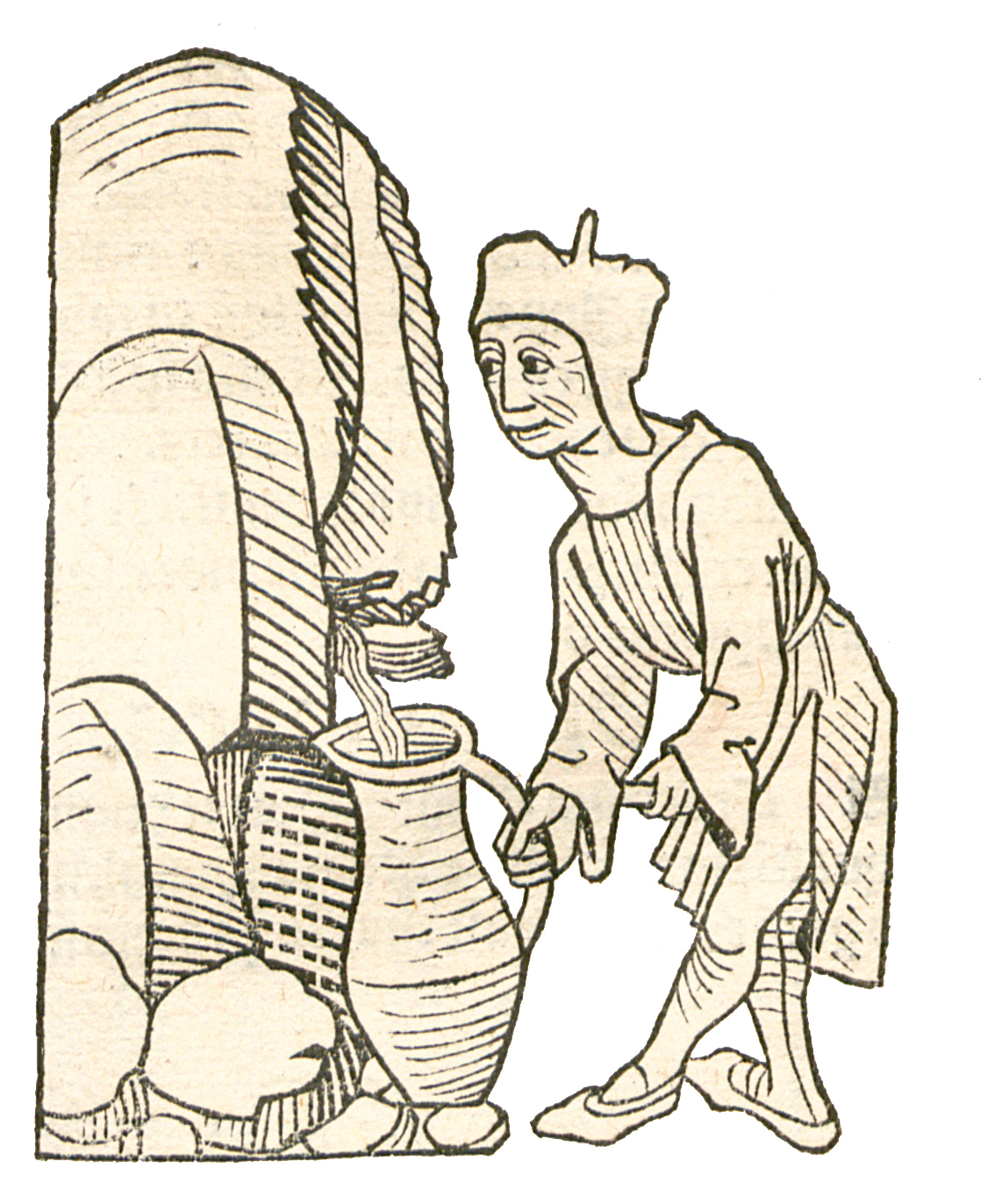
Buch V, Kapitel 101. Petroleum – Erdöl
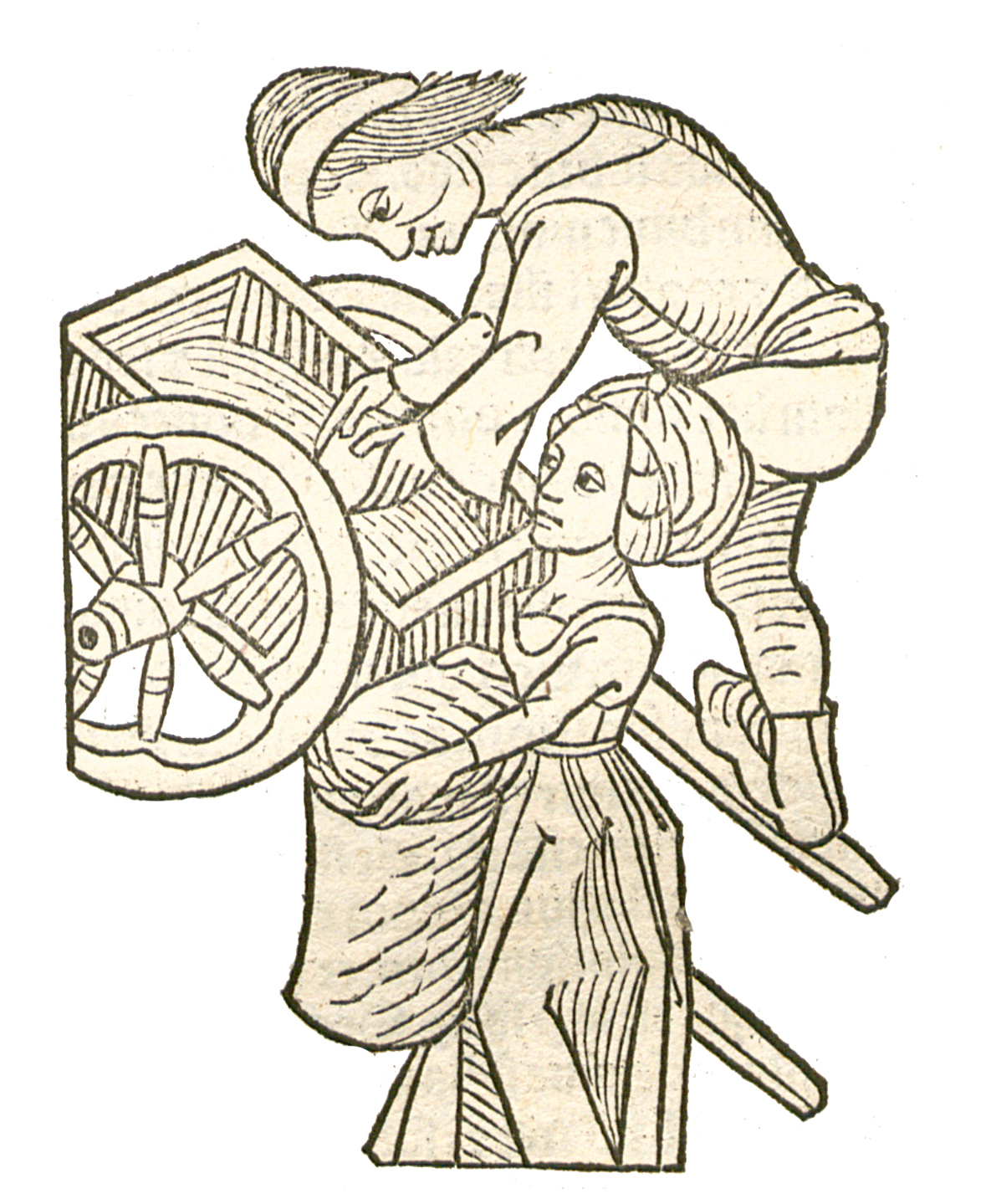
Buch V, Kapitel 124. ..... Sal – Salz
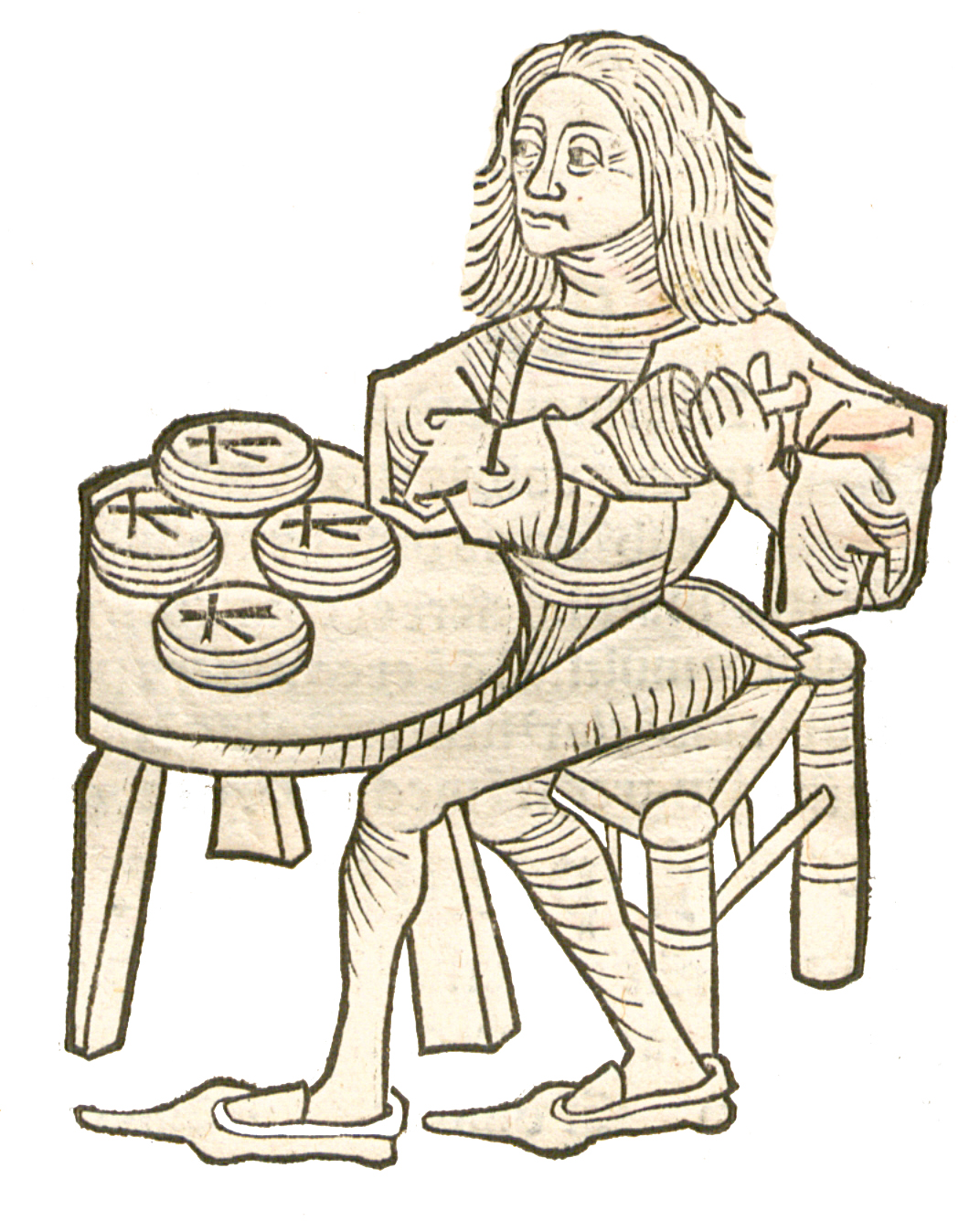
Buch V, Kapitel 130. Terra sigillata
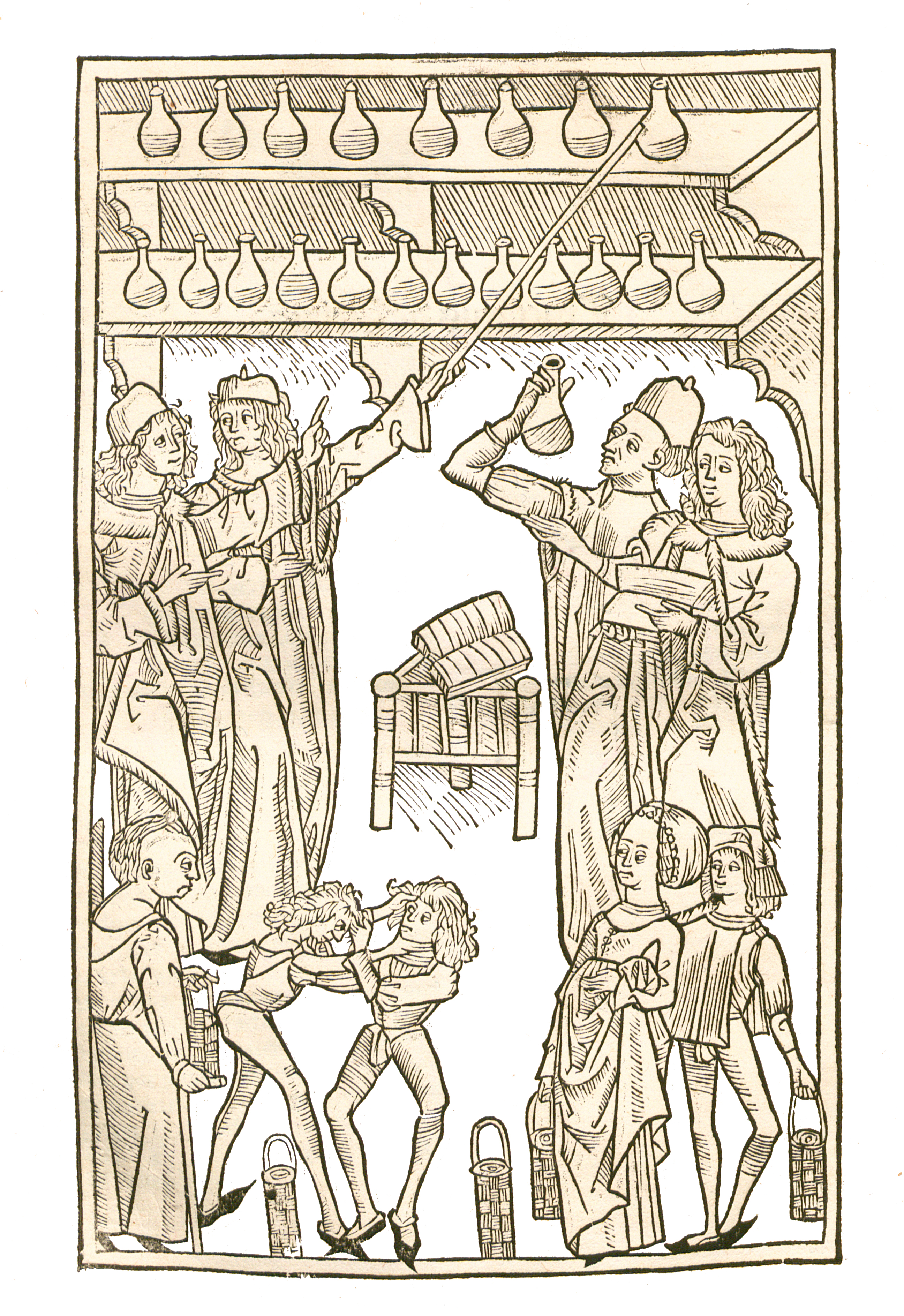
Titelblatt zum Abschnitt Uroskopie
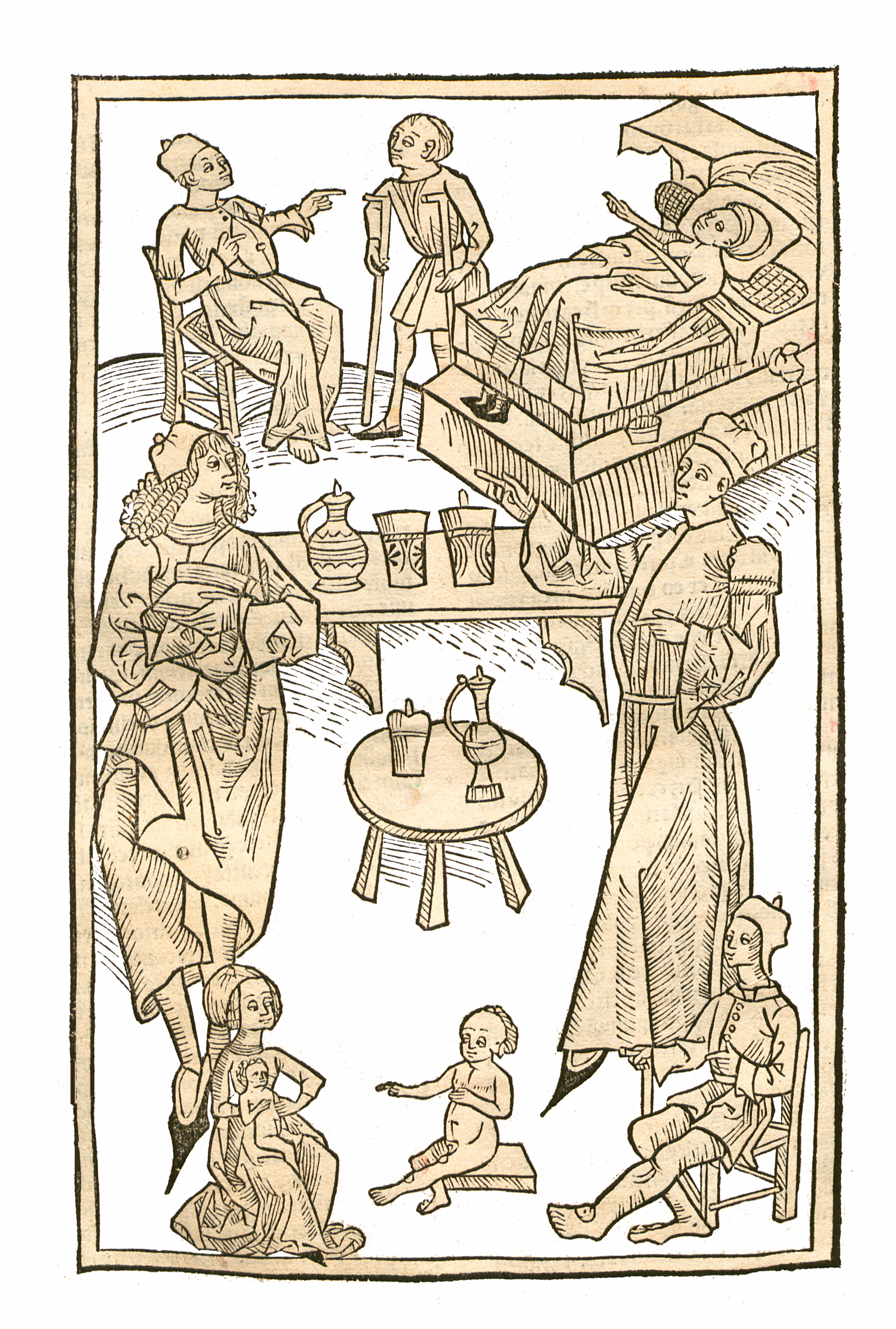
Abschlussblatt